# Cronologia degli anni di piombo e della strategia della tensione
La cronologia degli anni di piombo e della strategia della tensione in Italia riporta i più significativi eventi politici e terroristici verificatisi, in Italia, nel periodo noto come anni di piombo e della strategia della tensione italiana e genericamente compreso tra il 1965 ed il 1982, ma ritenutosi conclusosi con la fine degli anni '80.

## Dati statistici introduttori
I dati, forniti a gennaio 1988 dal Ministero dell'Interno computano in Italia, per il periodo tra il 1° gennaio 1969 e il 31 dicembre 1987, un totale di 14.591 episodi di violenza a carattere politico contro individui o beni. Questo numero include una vasta gamma di azioni violente, che spaziano da aggressioni squadristiche agli omicidi, fino ad attentati con bottiglie incendiarie ed esplosivi. Questa contabilità include anche gli attentati di matrice estera, tra cui le due stragi di Fiumicino del 15 dicembre 1973 e 27 dicembre 1985.
Dal 1976 al 1980, i cinque anni di maggiore intensità del fenomeno terroristico, furono registrati 9.673 episodi di violenza, con una media superiore ai cinque atti di violenza al giorno. Nel 1979, anno in cui si ebbero ben 2.513 episodi eversivi, la media salì ulteriormente, con sette azioni di violenza politica ogni 24 ore.
In totale, il numero di vittime contate fu di 419 morti e 1.181 feriti. Il 1980 risultò l'anno più tragico, con 125 morti e 236 feriti, di cui ben 85 morti e 177 feriti che si ebbero dalla strage alla stazione di Bologna. Se si considerano le otto stragi avvenute tra il 1969 e il 1984, il bilancio complessivo fu di 149 vittime e 688 feriti, escludendo le vittime delle stragi di Fiumicino.

## Eventi del periodo

### 1965
| Data       | Evento |
| ---------- | --- |
| 3-5 maggio | all'hotel Parco dei Principi di Roma si svolge un convegno sulla guerra rivoluzionaria indetto dall'Istituto Alberto Pollio e finanziato dallo Stato Maggiore dell'esercito, secondo alcuni commentatori questo convegno getterebbe le basi ideologiche e organizzative della strategia della tensione |

### 1966
| Data        | Evento |
| ----------- | --- |
| 24 gennaio  | a Trento, la prima occupazione di un'università italiana (facoltà di Sociologia) ad opera degli studenti; sono i prodromi del movimento del Sessantotto                                                        |
| 14 febbraio | al Liceo Parini di Milano, il giornale studentesco La zanzara pubblica un articolo sulla sessualità degli studenti. Denunciati alla Procura della Repubblica e rinviati a processo tre redattori della rivista |
| 23 febbraio | entra in carica il terzo governo Moro, un quadripartito composto da DC, PSI, PSDI e PRI |
| 10 marzo    | in alcune città italiane ha inizio l'operazione manifesti cinesi (false flag) |
| 2 aprile    | assolti, a Milano, Marco De Poli, Claudia Beltramo Ceppi e Marco Sassano, i tre studenti-redattori del giornale La zanzara, accusati di stampa oscena e corruzione di minorenni                                |
| 27 aprile   | all'università di Roma, durante gli scontri tra studenti di sinistra e di destra, muore lo studente Paolo Rossi, militante della Federazione Giovanile Socialista                                              |
| 23 maggio   | a Passo di Vizze (Bolzano), un agguato delle organizzazioni separatiste sudtirolesi provoca la morte del finanziere Bruno Bolognesi, ucciso da un ordigno esplosivo                                            |
| 24 luglio   | a San Martino di Casies (Bolzano), un commando di terroristi separatisti sudtirolesi ferisce i finanzieri Salvatore Cabitta e Giuseppe D'Ignoti. Moriranno una settimana dopo in ospedale                      |
| 9 settembre | un attentato dinamitardo alla caserma della Guardia di Finanza di Vipiteno (Bolzano) provoca la morte del comandante Eriberto Volgger, del tenente Franco Petrucci e del finanziere Martino Cossu              |
| 16 ottobre  | nasce a Livorno il Partito Comunista d'Italia (marxista-leninista), fondato da un gruppo di dissidenti fuoriusciti dal PCI                                                                                     |
| 30 ottobre  | a Roma, l'unificazione di PSI e PSDI dà vita al nuovo Partito Socialista Unificato (PSU) |

### 1967
| Data         | Evento |
| ------------ | --- |
| 25 gennaio   | scoppia lo scandalo SIFAR su presunte schedature illegali e attività di spionaggio condotte dai servizi segreti nei confronti di diversi esponenti politici |
| 3 febbraio   | a Viareggio una manifestazione studentesca contro la riforma scolastica Piano Gui degenera in tafferugli e uno studente viene ferito dalla polizia. A seguito di questo, la locale Camera del Lavoro proclama lo sciopero e cinquemila manifestanti tra operai e studenti pongono il commissariato di polizia in stato di assedio per alcune ore. |
| 20 febbraio  | viene fondato, a Pisa, il movimento della sinistra extraparlamentare, Potere Operaio |
| 12 aprile    | a Roma, una manifestazione contro la guerra in Vietnam, di fronte all'ambasciata statunitense in via Veneto, viene repressa con la forza dalla polizia. Il bilancio è di sette agenti e sei dimostranti feriti |
| 21 aprile    | il ministro della Difesa, Roberto Tremelloni, conferma l'esistenza di deviazioni nei servizi segreti e di dossier personali relativi a politici |
| 21 aprile    | a seguito di un colpo di Stato militare, nasce in Grecia il Regime dei Colonnelli |
| 10 maggio    | viene pubblicato il primo numero della rivista Potere Operaio, organo dell'omonimo movimento di estrema sinistra, diretto da Luciano Della Mea |
| 14 maggio    | un'inchiesta del settimanale l'Espresso rivela il piano Solo, il tentativo di colpo di Stato ordito nel 1964 dal generale Giovanni De Lorenzo |
| 25 giugno    | a San Nicolò di Comelico (Belluno), un attentato dinamitardo organizzato del Fronte per la liberazione del Sudtirolo (Befreiungsausschuss Südtirol) provoca la morte di un carabiniere e di tre militari |
| 25 settembre | a Milano, un gruppo di banditi appartenenti alla banda Cavallero spara sulla folla dopo una rapina in banca provocando la morte di 4 persone |
| 30 settembre | alla stazione ferroviaria di Trento, l'esplosione di un ordigno su un convoglio fermo provoca la morte del brigadiere Filippo Foti e della guardia scelta Edoardo Martini. L'attentato viene attribuito al terrorismo sudtirolese |
| 9 ottobre    | Ernesto Che Guevara viene catturato e ucciso da un reparto anti-guerriglia dell'esercito boliviano del generale Barrientos |
| 11 novembre  | si apre a Roma il processo contro i giornalisti Eugenio Scalfari e Lino Jannuzzi, querelati per diffamazione dal generale Giovanni De Lorenzo, per l'articolo pubblicato su l'Espresso in cui si denunciava il tentativo di golpe |

### 1968
| Data         | Evento |
| ------------ | --- |
| gennaio      | inizia l'ondata di occupazioni studentesche in molte università italiane |
| 1º marzo     | violenti scontri tra manifestanti universitari e polizia a Valle Giulia, sede della Facoltà di Architettura a Roma: 600 feriti di cui 148 tra le forze dell'ordine |
| 1º marzo     | condannati per diffamazione i giornalisti Eugenio Scalfari e Lino Jannuzzi al processo per l’inchiesta de l'Espresso sul tentativo di golpe |
| 16 marzo     | all'Università La Sapienza di Roma, violenti scontri tra studenti di sinistra e militanti di destra guidati da Giorgio Almirante e Giulio Caradonna |
| 25 marzo     | a Milano, le forze dell'ordine sgomberano con la forza l’Università Cattolica: le cariche della polizia provocano una sessantina feriti e terminano con 60 fermi e altre 51 persone denunciate a piede libero |
| 25 aprile    | Franco Piperno e Antonio Russo, esponenti del movimento studentesco romano, sono arrestati con l'accusa di attentato alla sede romana della Boston Chemical, azienda accusata di produrre napalm utilizzato dagli americani nella guerra del Vietnam                                                                               |
| 1º maggio    | a Roma, in piazza San Giovanni, gli studenti contestano il comizio della CGIL |
| 2 maggio     | con l'occupazione, da parte di 400 manifestanti, della Sorbona, inizia il Maggio francese |
| 19 maggio    | in Italia, le elezioni politiche confermano la DC come partito di maggioranza relativa e registrano un'avanzata del PCI |
| 16 giugno    | polemiche per un articolo sugli scontri di Valle Giulia pubblicato da l’Espresso, a firma Pier Paolo Pasolini, in cui il poeta e scrittore critica i giovani del movimento studentesco e prende posizione in favore degli agenti delle forze dell'ordine in quanto "figli di poveri, che vengono da subtopaie, contadine o urbane" |
| 24 giugno    | entra in carica il secondo governo Leone, il primo della V legislatura e il ventiduesimo nella storia della Repubblica Italiana |
| 8 luglio     | termina con la condanna all'ergastolo di Pietro Cavallero, Sante Notarnicola e Adriano Rovoletto il processo milanese contro la banda Cavallero |
| 13 settembre | Junio Valerio Borghese, ex comandante repubblichino della X Mas, fonda il movimento politico di estrema destra Fronte Nazionale |
| 16 ottobre   | ai giochi olimpici di Città del Messico, durante la cerimonia di premiazione dei 200 metri piani, gli atleti afroamericani Tommie Smith e John Carlos, in segno di protesta, sollevano il pugno chiuso e chinano il capo all'esecuzione del loro inno nazionale                                                                    |
| 19 novembre  | Giovanni Leone rassegna le dimissioni da Presidente del Consiglio |
| 12 dicembre  | entra in carica il primo governo Rumor, il ventitreesimo nella storia della Repubblica Italiana, un quadripartito formato da DC, PRI, PSDI e PSI |
| 31 dicembre  | Fatti della Bussola: a Marina di Pietrasanta, una contestazione organizzata da studenti e da militanti di Potere Operaio di fronte al locale La Bussola viene duramente repressa dalle forze dell'ordine; lo studente Soriano Ceccanti, colpito da un proiettile, rimane paralizzato                                               |

### 1969
| Data          | Evento |
| ------------- | --- |
| 5-12 febbraio | CGIL, CISL e UIL proclamano due giornate di sciopero generale per la riforma del sistema delle pensioni e l'unificazione dei minimi salariali |
| 27 febbraio   | a Roma, manifestazioni di protesta in occasione della visita di Richard Nixon in Italia. Durante gli scontri con le forze dell'ordine muore lo studente Domenico Congedo, precipitando dal cornicione dell'Università occupata |
| 9 aprile      | a Battipaglia, durante uno sciopero contro la chiusura di due stabilimenti della manifattura tabacchi, la polizia apre il fuoco sui manifestanti che assaltano il municipio provocando oltre 200 feriti e la morte dell'operaio Carmine Citro e della professoressa Teresa Ricciardi |
| 25 aprile     | nello stand Fiat della Fiera Campionaria di Milano, una bomba esplode ferendo cinque persone. Un altro ordigno inesploso viene rinvenuto nella stazione Centrale |
| 27 aprile     | a Padova, muore in un misterioso incidente d’auto l'ex comandante dei carabinieri Carlo Ciglieri che aveva in passato testimoniato nel processo per le deviazioni nel SIFAR |
| 9 giugno      | a Milano, arresti per Mario Capanna e per altri esponenti del movimento studentesco, per il sequestro in un'aula universitaria del docente di diritto privato, Alberto Trimarchi |
| 18 giugno     | Roma: Hagos Tesfai, studente eritreo, membro del Fronte di liberazione eritreo è ucciso nella sua abitazione dallo scoppio accidentale di una bomba |
| 29 giugno     | Giorgio Almirante viene eletto segretario del MSI: succede ad Arturo Michelini, scomparso il 15 giugno precedente ed in carica sin dal 1954 |
| 30 giugno     | si chiude a Roma il XI Congresso della DC: Flaminio Piccoli eletto nuovo segretario |
| 3 luglio      | a Torino, "rivolta di corso Traiano" giornata di violenti scontri, che vide protagonisti operai e studenti contro le forze dell'ordine, nell'ambito delle lotte operaie dei lavoratori della Fiat di Torino,bilancio di 70 feriti tra i poliziotti, 160 tra i manifestanti e 28 persone tratte in arresto |
| 4 luglio      | termina l'esperienza di PSI-PSDI Unificati: il PSI riprende la propria autonomia, mentre i socialdemocratici danno luogo al Partito Socialista Unitario che nel 1971 riprenderà il nome di Partito Socialdemocratico Italiano |
| 7 luglio      | terminano, con il diciannovesimo numero, le pubblicazioni della rivista Potere Operaio, organo dell'omonimo movimento di estrema sinistra, diretto da Luciano Della Mea |
| 5 agosto      | entra in carica il secondo governo Rumor, un monocolore democristiano con l'appoggio esterno del Partito Socialista Italiano e del Partito Socialista Unitario |
| 9 agosto      | otto bombe, posizionate in diversi treni italiani, provocano 12 feriti. Altri due ordigni inesplosi vengono poi ritrovati nelle stazioni di Milano Centrale e di Venezia Santa Lucia. I neofascisti veneti Franco Freda e Giovanni Ventura, appartenenti a Ordine Nuovo, verranno in seguito condannati per questi attentati |
| settembre     | nasce a Torino il movimento di estrema sinistra Lotta Continua |
| 2 settembre   | inizia in tutto il paese l'autunno "caldo" degli scioperi: lotte sindacali operaie che trovano, nelle proteste studentesche per il diritto allo studio, gli alleati di una nuova stagione di violenti scontri sociali |
| 8 settembre   | a Milano viene fondato il Collettivo Politico Metropolitano, organizzazione di estrema sinistra da cui, attraverso varie trasformazioni, nasceranno e si svilupperanno in seguito le Brigate Rosse |
| 13 settembre  | a Padova muore, cadendo dalla tromba delle scale, il testimone del caso Fachini-Juliano, Alberto Muraro. Il caso verrà archiviato come incidente |
| 22 ottobre    | viene fondato a Genova il gruppo terroristico di estrema sinistra XXII Ottobre |
| 27 ottobre    | a Pisa, durante gli scontri fra polizia e militanti di sinistra che protestano contro le attività dei neofascisti e contro la dittatura in Grecia, muore lo studente Cesare Pardini, colpito da un candelotto lacrimogeno |
| 7 novembre    | viene pubblicato il primo numero del settimanale Lotta Continua, organo ufficiale dell'omonima formazione extraparlamentare, diretto da Piergiorgio Bellocchio |
| 9 novembre    | Arnaldo Forlani viene eletto segretario della Democrazia Cristiana |
| 19 novembre   | a Milano, durante una manifestazione indetta dall'Unione Comunisti Italiani (marxisti-leninisti) e dal Movimento Studentesco, muore l'agente Antonio Annarumma, colpito con una spranga di ferro |
| 25 novembre   | Aldo Natoli, Lucio Magri, Luigi Pintor e Rossana Rossanda, membri del comitato centrale del Partito comunista e fondatori della rivista Il manifesto, accusati di frazionismo vengono espulsi dal partito |
| 12 dicembre   | strage di piazza Fontana: un ordigno esplode nel salone centrale della Banca Nazionale dell'Agricoltura, a Milano. Muoiono 17 persone e circa 90 restano ferite. Lo stesso giorno, altre tre esplosioni si verificano anche a Roma provocando feriti e danni |
| 15 dicembre   | l'anarchico Giuseppe Pinelli, durante l'interrogatorio condotto dal commissario Luigi Calabresi nell'ambito delle indagini sulla strage di piazza Fontana, muore precipitando dalla finestra del quarto piano della Questura di Milano. Nel 1975 il giudice Gerardo D'Ambrosio chiuse l'inchiesta sulla morte dell'anarchico, sostenendo che morì a causa di un malore che lo fece cadere dalla finestra. Nella sentenza D'Ambrosio scrisse: «Ipotesi di suicidio: possibile ma non verosimile; ipotesi di malore: verosimile; ipotesi di lancio volontario di corpo inanimato: assoluta inconsistenza». Tutti gli indiziati furono prosciolti (fu accertato che il commissario Calabresi non era nel suo ufficio al momento della morte di Pinelli). Nel corso degli anni gli organi di informazione parleranno di «malore attivo». |
| 16 dicembre   | arrestato a Milano l'anarchico Pietro Valpreda, accusato dal supertestimone, il tassista Cornelio Rolandi, di essere l'autore materiale della strage di piazza Fontana |
| 19 dicembre   | Clemente Graziani si oppone al ricongiungimento, con il MSI, da parte della fazione ordinovista comandata da Pino Rauti e fonda il Movimento Politico Ordine Nuovo |

### 1970
| Data         | Evento |
| ------------ | --- |
| 27 marzo     | entra in carica il terzo governo Rumor, il venticinquesimo nella storia della Repubblica Italiana, nato grazie alla coalizione politica quadripartito formata da DC, PRI, PSU e PSI |
| 27 marzo     | il punto vendita Coin di Mestre è oggetto di un attentato dinamitardo, di cui diversi anni dopo si scoprirà essere stato utilizzato lo stesso lotto di esplosivo della strage di piazza Fontana |
| 11-15 aprile | serie di attentati dinamitardi a tralicci dell'alta tensione realizzati, nelle zone di Tirano e Valdisotto, da parte di militanti appartenenti al Movimento di Azione Rivoluzionaria |
| 18 aprile    | a Genova, durante un comizio di Giorgio Almirante, il militante missino Ugo Venturini viene colpito alla nuca da una bottiglia piena di sabbia. Morirà, qualche giorno più tardi, in ospedale |
| 3 luglio     | a Milano, il capo dell'ufficio istruzione, Antonio Amati, accoglie la richiesta di archiviazione per la morte dell'anarchico Giuseppe Pinelli, classificata come "fatto accidentale" |
| 14 luglio    | inizia la rivolta di Reggio Calabria, la sommossa popolare capeggiata dal parlamentare missino Ciccio Franco, per protestare contro l'assegnazione del capoluogo di regione a Catanzaro |
| 15 luglio    | durante il secondo giorno di rivolta di Reggio Calabria, negli scontri tra dimostranti e forze dell'ordine, viene ucciso il ferroviere Bruno Labate |
| 22 luglio    | nei pressi della stazione di Gioia Tauro, il deragliamento, causato da un attentato, di alcune vetture del treno Freccia del Sud Palermo-Torino, provoca la morte di 6 persone e il ferimento di altre 70 |
| 4 agosto     | a Pecorile (Reggio Emilia), nel convegno che di fatto sancisce la fine dell’esperienza di Sinistra Proletaria, un gruppo di un centinaio di militanti dell'estremismo di sinistra, tra cui Renato Curcio, Lauro Azzolini, Alberto Franceschini, Prospero Gallinari, Franco Bonisoli, Margherita Cagol, decide di passare alla lotta armata. Nascono le Brigate Rosse, il cui simbolo è una stella a cinque punte |
| 6 agosto     | entra in carica il governo Colombo, il ventiseiesimo nella storia della Repubblica Italiana, nato grazie alla coalizione politica quadripartito formata da DC, PRI, PSDI e PSI |
| 17 settembre | a Milano, due taniche di benzina vengono fatte esplodere nel box auto di Giuseppe Leoni, direttore del personale alla Sit-Siemens: è la prima azione rivendicata dalle Brigate Rosse |
| 17 settembre | a Reggio Calabria, nel corso di incidenti con manifestanti legati ai moti di Reggio, la polizia apre il fuoco sui dimostranti e uccide il conducente di autobus Angelo Campanella |
| 26 settembre | cinque anarchici della Baracca (Gianni Aricò, Angelo Casile, Franco Scordo, Luigi Lo Celso, Annalise Borth), diretti a Roma per consegnare materiale di denuncia sui moti di Reggio, muoiono in un misterioso incidente sull'Autostrada del Sole |
| 5 ottobre    | a Genova, il Gruppo XXII Ottobre sequestra Sergio Gadolla, figlio di uno degli industriali più noti della città. Verrà liberato il 10 ottobre, dietro pagamento di un riscatto di 200 milioni di lire |
| 7 dicembre   | esponenti del Fronte Nazionale, guidati dal principe nero Junio Valerio Borghese, occupano il Ministero dell'interno in un tentativo di colpo di Stato, annullato poi, all'ultimo momento dallo stesso Borghese, per motivi mai chiariti fino in fondo |
| 12 dicembre  | a Milano, durante una manifestazione organizzata dai circoli anarchici in occasione del primo anniversario della strage di piazza Fontana, muore lo studente Saverio Saltarelli, ucciso da un candelotto lacrimogeno sparato ad altezza d'uomo dalle forze dell'ordine |

### 1971
| Data         | Evento |
| ------------ | --- |
| 7 gennaio    | a Milano, nel corso di un attentato incendiario al deposito Pirelli-Bicocca, da parte di militanti appartenenti al Movimento di Azione Rivoluzionaria, muore l'operaio Gianfranco Carminati |
| 12 gennaio   | a Reggio Calabria, nel corso di scontri tra forze dell'ordine e manifestanti durante i moti di Reggio, Antonio Bellotti, agente della Celere, viene colpito al capo da un sasso. Morirà, all'ospedale di Messina, dopo quattro giorni di coma                                                  |
| 25 gennaio   | otto bombe incendiarie vengono collocate allo stabilimento Pirelli di Lainate. Tre autotreni vengono distrutti dalle fiamme: è il primo attentato dinamitardo rivendicato dalle Brigate Rosse                                                                                                  |
| 4 febbraio   | a Catanzaro, durante una manifestazione antifascista connessa ai moti di Reggio, una bomba lanciata contro il corteo provoca la morte di Giuseppe Malacaria, operaio iscritto al Psi e il ferimento di 14 persone                                                                              |
| 14 febbraio  | a Marina di Pisa, muore lo studente universitario Giovanni Persoglio Gamalero, accidentalmente investito dall'esplosione di un ordigno esplosivo, opera di anarchici dell'osteria dell'Archetto per compiere un gesto dimostrativo                                                             |
| 19 marzo     | emesso un mandato di cattura nei confronti di Junio Valerio Borghese per il tentativo di golpe militare del 7 dicembre 1970 |
| 20 marzo     | conclusa l’istruttoria romana sulla strage di piazza Fontana con i rinvii a giudizio del neofascista Stefano Delle Chiaie e dei militanti del Circolo anarchico 22 marzo: Pietro Valpreda, Mario Merlino, Emilio Borghese, Emilio Bagnoli, Roberto Gargamelli, Enrico Di Cola, Ivo Della Savia |
| 26 marzo     | a Genova, durante una rapina di autofinanziamento, Mario Rossi, esponente del Gruppo XXII Ottobre, uccide Alessandro Floris, portavalori dell’Istituto Autonomo Case Popolari |
| 7 aprile     | a Foggia, durante uno sciopero da parte dei contadini locali, le forze dell'ordine aprono il fuoco sui manifestanti e uccidono il bracciante Domenico Centola |
| 9 aprile     | per la strage di piazza Fontana, il giudice istruttore di Treviso Giancarlo Stiz emette tre mandati di cattura nei confronti di Franco Freda, Giovanni Ventura e Aldo Trinco. Quattro giorni dopo, Freda e Ventura vengono arrestati                                                           |
| 13 giugno    | a Palermo, il militante del Partito Repubblicano Michele Guareschi, sorpreso ad affiggere manifesti elettorali dopo il termine consentito, viene ucciso da un'agente con un colpo di pistola                                                                                                   |
| 16 luglio    | muore a Milano, stroncato da un collasso cardio-circolatorio, il tassista Cornelio Rolandi, principale accusatore di Pietro Valpreda nell'inchiesta sulla strage di piazza Fontana |
| 24 luglio    | inizia, a Bologna, il Secondo Convegno nazionale di Lotta Continua |
| 26 agosto    | nell'inchiesta per la morte di Giuseppe Pinelli, la procura di Milano emette due avvisi di garanzia nei confronti di Antonio Allegra, capo dell’ufficio politico della questura, e del commissario Luigi Calabresi                                                                             |
| settembre    | nasce il Fronte della Gioventù, l'organizzazione giovanile del Movimento Sociale Italiano, costituita dalla fusione della Giovane Italia con il Raggruppamento giovanile studenti e lavoratori missini                                                                                         |
| 17 settembre | a Reggio Calabria, nel corso di una manifestazione di commemorazione per la morte di Angelo Campanella, seconda vittima della rivolta di Reggio, viene ucciso il barista Carmine Jaconis |
| 24 settembre | inizia, a Roma, il Terzo Congresso di Potere Operaio che porta alla costituzione di un partito omonimo con Franco Piperno segretario, Oreste Scalzone responsabile politico e Valerio Morucci capo dell'ala militare (segreta e armata), denominata Lavoro Illegale                            |
| 27 settembre | inizia l'Operazione Setaccio: perquisizioni, da parte delle forze dell'ordine, nelle città italiane per la lotta al terrorismo, che portano al sequestro di 1000 mitra, 416 armi corte, migliaia di bombe e cartucce                                                                           |
| 29 dicembre  | Giovanni Leone viene eletto sesto Presidente della Repubblica Italiana |

### 1972
| Data        | Evento |
| ----------- | --- |
| 22 gennaio  | a Napoli, viene assassinato lo studente universitario e militante di sinistra Vincenzo De Waure, accoltellato e poi dato alle fiamme da ignoti, mentre attaccava manifesti |
| 17 febbraio | entra in carica il primo governo Andreotti, il ventisettesimo nella storia della Repubblica Italiana, un monocolore democristiano |
| 23 febbraio | a Roma, si apre il primo processo per la strage di piazza Fontana, ma dopo poche udienze la corte dichiara la propria incompetenza. Il processo verrà prima trasferito a Milano e, infine, per motivi di ordine pubblico, a Catanzaro                                                                    |
| 3 marzo     | le Brigate Rosse compiono il primo sequestro di persona: Idalgo Macchiarini, dirigente della Sit-Siemens, è sequestrato per poco meno di un'ora a Milano |
| 3 marzo     | nell'ambito dell'inchiesta per gli attentati del 1969 e della strage di piazza Fontana, viene arrestato Pino Rauti, con l’accusa di ricostituzione del partito fascista. Sarà poi rilasciato per mancanza di indizi                                                                                      |
| 11 marzo    | a Milano, nel corso di scontri tra estremisti di destra e forze dell'ordine, viene ucciso il pensionato Giuseppe Tavecchio, mentre transita casualmente nelle vicinanze della manifestazione |
| 14 marzo    | l’editore e fondatore dei GAP, Giangiacomo Feltrinelli, rimane ucciso dall’esplosione di un ordigno, mentre cerca di minare un traliccio dell’alta tensione a Segrate, nei pressi di Milano |
| 7 maggio    | a seguito dei violenti scontri con la polizia, nel corso della manifestazione antifascista organizzata da Lotta Continua, l'anarchico Franco Serantini muore, dopo due giorni di agonia, nel carcere di Pisa                                                                                             |
| 8 maggio    | in Italia, le elezioni politiche confermano la DC come partito di maggioranza relativa e registrano una decisa avanzata del Movimento Sociale Italiano |
| 17 maggio   | è assassinato a Milano il commissario dell'ufficio politico della questura Luigi Calabresi. Dopo un lungo iter processuale, Leonardo Marino, Ovidio Bompressi, Giorgio Pietrostefani e Adriano Sofri, tutti appartenenti a Lotta Continua, verranno condannati quali mandanti ed esecutori dell'omicidio |
| 31 maggio   | a Peteano (Gorizia), l'esplosione di un’autobomba in un agguato premeditato provoca la morte di 3 carabinieri ed il ferimento di altri due. Vincenzo Vinciguerra e Carlo Cicuttini, neofascisti di Ordine Nuovo, verranno riconosciuti colpevoli della strage                                            |
| 26 giugno   | entra in carica il secondo governo Andreotti, il ventottesimo nella storia della Repubblica Italiana, composto da DC, PSDI e PLI e con l'appoggio esterno di PRI, Südtiroler Volkspartei e Union Valdôtaine                                                                                              |
| 28 giugno   | Giorgio Almirante viene rinviato a giudizio per favoreggiamento nei confronti di due terroristi neofascisti per la Strage di Peteano |
| 7 luglio    | Carlo Falvella, giovane dirigente del Fronte della Gioventù di Salerno, viene accoltellato a morte nel corso di una colluttazione con l'anarchico Giovanni Marini |
| 4 agosto    | Attentato all'oleodotto della SIOT, contro i serbatoi di stoccaggio del petrolio greggio situati presso la località di Mattonaia, a San Dorligo della Valle (provincia di Trieste) compiuto dai terroristi palestinesi di Settembre Nero.                                                                |
| 16 agosto   | L'attentato al volo LY 444 sulla tratta Roma-Tel Aviv, con una bomba nascosta all'interno di un mangiadischi regalato a due ragazze inglesi da due terroristi: uno giordano e l'altro irakeno |
| 26 agosto   | Mario Lupo, militante di Lotta Continua, viene pugnalato a morte a Parma in un agguato ordito da militanti neofascisti |
| 27 agosto   | la procura di Milano incrimina i neofascisti Franco Freda e Giovanni Ventura come mandanti e organizzatori della strage di piazza Fontana |
| 6 ottobre   | a Gorizia, il militante di Ordine Nuovo Ivan Boccaccio viene ucciso dalle forze dell’ordine durante una sparatoria a seguito di un fallito tentativo di dirottare un Fokker dell'ATI per fuggire al Cairo                                                                                                |
| 13 ottobre  | la Corte di cassazione trasferisce il processo per la strage di piazza Fontana a Catanzaro |
| 16 ottobre  | Omicidio a Roma di Wael Adel Zuaiter, portavoce in Italia della OLP, compiuto dal Mossad in rappresaglia al Massacro di Monaco di Baviera |
| 21 ottobre  | una serie di attentati, lungo la linea ferroviaria Roma-Reggio Calabria, colpisce i treni che portano gli operai metalmeccanici a Catanzaro, per la manifestazione sindacale |
| 14 novembre | il governo approva la cosiddetta legge Valpreda, che concede la libertà provvisoria anche agli imputati per reati gravi in attesa di giudizio da lungo tempo |
| 26 novembre | a Conflenti (Catanzaro), il bracciante Fiore Mete viene ucciso da due militanti neofascisti perché si era rifiutato di votare e di far votare per il MSI |
| 29 dicembre | Pietro Valpreda, principale accusato della strage di piazza Fontana, torna in libertà provvisoria per decorrenza dei termini di carcerazione |

### 1973
| Data        | Evento |
| ----------- | --- |
| 23 gennaio  | a Milano la polizia spara contro gli studenti del Movimento Studentesco all’università Bocconi ferendo due giovani: uno di loro, Roberto Franceschi, morirà qualche giorno dopo |
| 3 febbraio  | a Brescia, un ordigno esplosivo devasta la sede provinciale del Psi; arrestati sei militanti di Avanguardia Nazionale |
| 12 febbraio | Bruno Labate, segretario provinciale della Cisnal, viene rapito a Torino dalle Brigate Rosse e poi picchiato e rapato a zero, prima del rilascio |
| 21 febbraio | a Napoli, il militante del Partito Comunista Marxista-Leninista, Vincenzo Caporale, viene ferito da un candelotto durante un corteo contro la legge sul fermo di polizia. Morirà qualche giorno dopo |
| 9 marzo     | a Milano, un commando fascista sequestra e violenta per alcune ore l'attrice Franca Rame. Anni dopo, dei pentiti rivelarono che alcuni ufficiali dei carabinieri erano complici degli stupratori. |
| 7 aprile    | il neofascista Nico Azzi rimane ferito, mentre innesca una bomba, nel tentativo di compiere un attentato sul direttissimo Torino-Roma |
| 12 aprile   | a Milano, nel corso degli scontri tra forze dell’ordine e militanti dell'Msi, una bomba a mano uccide l'agente di polizia Antonio Marino e ferisce altri 12 poliziotti. Due neofascisti, Vittorio Loi e Maurizio Murelli, verranno riconosciuti come colpevoli |
| 16 aprile   | rogo di Primavalle: l'incendio a Roma della casa di Mario Mattei, segretario della locale sezione dell'Msi, provoca la morte dei suoi figli Virgilio e Stefano, di 22 e 8 anni. Tre esponenti di Potere Operaio, Achille Lollo, Marino Clavo e Manlio Grillo verranno riconosciuti quali responsabili dell'eccidio |
| 27 aprile   | Omicidio di Vittorio Olivares, impiegato delle linee aeree israeliane, ucciso a Roma da terroristi di Settembre Nero per vendicare la morte di Wael Zuaiter |
| 15 maggio   | il giornalista e agente dei Servizi Guido Giannettini e Guido Paglia, militante di Avanguardia Nazionale, ricevono avvisi di reato per la strage di Piazza Fontana |
| 17 maggio   | una bomba lanciata all’esterno della questura di Milano da Gianfranco Bertoli, presunto anarchico, ma accusato di legami con i servizi segreti, provoca la morte di quattro persone e il ferimento di altre cinquantadue |
| 17 giugno   | a Roma autobomba di piazza Barberini: Attentato fallito causa l'esplosione accidentale dell'esplosivo trasportato da una Mercedes 200 con 2 terroristi a bordo, Abdel Hamidi Shilj, giordano e Abdel Hadi Nakaa siriano, salvatisi seppur feriti; l'autobomba era forse destinata a colpire gli uffici delle Linee aeree israeliane El Al. |
| 7 luglio    | entra in carica il quarto governo Rumor, il ventinovesimo della Repubblica Italiana, il secondo della VI legislatura |
| 28 giugno   | a Milano le Brigate Rosse sequestrano per alcune ore il dirigente dell'Alfa, l'ingegner Michele Mincuzzi |
| 7 luglio    | entra in carica il quarto governo Rumor, il ventinovesimo della Repubblica Italiana, il secondo della VI legislatura |
| 7 luglio    | a Faenza, il bracciante della CGIL, Adriano Salvini, viene ucciso da militanti di destra nella piazza cittadina |
| 31 luglio   | a Reggio Calabria, durante dei tafferugli tra militanti comunisti e sostenitori dei moti di Reggio, viene ucciso Giuseppe Santostefano, militante missino |
| 26 agosto   | a Lido di Camaiore il simpatizzante di sinistra Franco Poletti, viene ferito gravemente da tre pugnalate mentre stava diffondendo il giornale ‘L’Unità’ all’altezza del bar Versilia, da alcuni giovani simpatizzanti di Avanguardia Nazionale. Il bar, punto di ritrovo di simpatizzanti di destra, era già stato teatro di risse, incidenti e un attentato incendiario nei mesi precedenti. A seguito dell'accoltellamento del giovane, il giorno seguente il bar fu assaltato e bruciato da simpatizzanti di sinistra. |
| 5 novembre  | Viene rivelato che è stato sventato un attentato da parte di terroristi palestinesi, con un missile sovietico terra aria, e obiettivo un aereo della compagnia di bandiera israeliana El Al. |
| 5 novembre  | il venticinquenne militante missino Emanuele Zilli viene aggredito a Pavia, da esponenti dell'estrema sinistra. Morirà dopo tre giorni di agonia |
| 9 novembre  | scoperta, in seguito ad alcuni arresti, l'organizzazione segreta di stampo neofascista Rosa dei Venti, che ha in programma un colpo di Stato con intervento militare |
| 22 novembre | Ordine Nuovo, l'organizzazione neofascista fondata da Pino Rauti, viene sciolta dal ministero degli Interni in seguito alla condanna di 30 suoi militanti per ricostituzione del disciolto partito fascista |
| 23 novembre | l'aereo Argo 16, utilizzato dal SID precipita nella zona industriale di Porto Marghera, morti i 4 militaria bordo, si sospetta un attentato del Mossad, a causa del cosiddetto Lodo Moro |
| 10 dicembre | le Brigate Rosse rapiscono a Torino il direttore del personale della Fiat Mirafiori, Ettore Amerio. È il loro primo sequestro di lunga durata. Verrà liberato dopo otto giorni |
| 17 dicembre | attentato terroristico palestinese all'aeroporto di Roma-Fiumicino, con l'uccisione di 32 persone e il ferimento di altre 15. Dopo questo attentato l'Italia concluse un accordo segreto, di non belligeranza, noto come Lodo Moro, con il Fronte Popolare per la Liberazione della Palestina. |

### 1974
| Data        | Evento |
| ----------- | --- |
| 13 gennaio  | arrestato a Padova, per associazione sovversiva nel corso dell'inchiesta sul Golpe Borghese, il colonnello Amos Spiazzi, uno dei capi dell'organizzazione neofascista Rosa dei Venti |
| 25 gennaio  | il ministro della Difesa Mario Tanassi ordina lo stato d'allarme nelle caserme italiane in relazione a possibili attacchi terroristici |
| 24 febbraio | Rivolta al carcere delle Murate a Firenze, molti detenuti salgono sul tetto, un agente di custodia spara una raffica di mitra, uccidendo il detenuto Giancarlo Del Padrone e ferendone altri otto |
| 2 marzo     | Roma: Quattro "molotov" a Roma e alcuni coli di pistola contro l'ambasciata di Spagna per protesta contro l'uccisione con garrota dell'anarchico e militante basco Salvador Puig i Antich |
| 14 marzo    | crisi di governo a seguito delle dimissioni del ministro del Tesoro La Malfa: entra in carica il quinto governo Rumor, un tripartito DC-PSI-PSDI, con appoggio esterno dei repubblicani |
| 18 marzo    | a Catanzaro, inizia il processo per la strage di piazza Fontana. Imputati: Pietro Valpreda e gli altri componenti del Circolo anarchico 22 marzo, assieme ai neofascisti Franco Freda e Giovanni Ventura |
| 18 aprile   | a Genova, le Brigate Rosse rapiscono il magistrato Mario Sossi, PM nel processo al Gruppo XXII Ottobre. Sarà rilasciato a Milano il 23 maggio seguente |
| 18 aprile   | la Corte di Cassazione unifica i processi per la strage di Piazza Fontana: l'anarchico Pietro Valpreda e i neofascisti Franco Freda e Giovanni Ventura saranno giudicati assieme |
| 16 maggio   | Il settimanale l'Espresso pubblica un'intervista del giornalista Scialoja ai brigatisti sul rapimento Soddi in corso. |
| 19 maggio   | a Brescia, muore il militante neofascista Silvio Ferrari, dilaniato dalla bomba che stava trasportando e con cui si apprestava a compiere un attentato |
| 23 maggio   | Le Brigate Rosse trasportano Sossi a Milano dove lo liberano, dopo aver ricevuta la promessa della scarcerazione per il Gruppo XXII Ottobre |
| 28 maggio   | bomba in piazza della Loggia a Brescia durante una manifestazione antifascista indetta dai sindacati, il bilancio è di otto morti e un centinaio di feriti. Da subito verrà seguita la pista dell'eversione di estrema destra |
| 30 maggio   | a Pian del Rascino (Rieti), i carabinieri scoprono un campo d'addestramento neofascista. Nel conflitto a fuoco con le forze dell'ordine, muore il militante di destra Giancarlo Esposti, membro delle Squadre d'Azione Mussolini |
| 17 giugno   | un commando delle Brigate Rosse irrompe nella sede del Msi di Padova e uccide i due militanti Giuseppe Mazzola e Graziano Girolucci |
| 25 giugno   | a Barrafranca (Enna), il consigliere comunale del PCI, Vittorio Ingria, viene ucciso dal militante missino Alessandro Bartoli, mentre sta attaccando manifesti elettorali |
| 28 giugno   | i neofascisti Nico Azzi, Giancarlo Rognoni, Mauro Marzorati e Francesco De Min vengono condannati, per la tentata strage al direttissimo Torino-Genova del 7 aprile 1973, a pene fra i 14 e i 23 anni di reclusione |
| 4 agosto    | un ordigno ad alto potenziale esplode sul treno Italicus all'uscita di una galleria, nei pressi di San Benedetto Val di Sambro, provocando dodici morti e quarantotto feriti. Qualche giorno dopo Ordine nero rivendica l'attentato |
| 11 agosto   | Guido Giannettini, ricercato per la strage di piazza Fontana, si costituisce al consolato italiano di Buenos Aires |
| 8 settembre | a Roma, nel corso di scontri tra forze dell'ordine e occupanti delle case dello Istituto Autonomo Case Popolari (Iacp), la polizia spara e uccide Fabrizio Ceruso, studente appartenente al Comitato proletario di Tivoli |
| 8 settembre | a Pinerolo, grazie alle indicazioni di un infiltrato, Silvano Girotto (detto Frate Mitra), il nucleo speciale di carabinieri guidato dal generale Carlo Alberto dalla Chiesa, arresta Renato Curcio ed Alberto Franceschini, fondatori e leader delle Brigate Rosse |
| 6 ottobre   | Bruno Valli, militante dell'Autonomia Operaia, arrestato dopo uno scontro a fuoco con i carabinieri ad Argelato, a seguito di un esproprio proletario, viene trovato impiccato nella sua cella del carcere di Bologna |
| 15 ottobre  | scoperta una base delle Brigate Rosse a Robbiano di Mediglia: nello scontro a fuoco con i carabinieri, il brigatista Roberto Ognibene uccide il maresciallo Felice Maritano |
| 20 ottobre  | a Lamezia Terme, il militante del Fronte Popolare Comunista Rivoluzionario Calabrese, Adelchi Argada, viene ucciso e altri 4 feriti da militanti di Avanguardia Nazionale |
| 29 ottobre  | in uno scontro a fuoco con i carabinieri, nel corso di una rapina di autofinanziamento alla Cassa di Risparmio di Firenze, vengono uccisi Giuseppe Romeo e Luca Mantini, militanti dei Nuclei Armati Proletari |
| 31 ottobre  | arrestato Vito Miceli, ex capo del SID, per cospirazione contro lo Stato nell'inchiesta sulla Rosa dei Venti |
| 5 novembre  | a Torino, durante un controllo casuale, la polizia arresta i brigatisti Prospero Gallinari e Alfredo Buonavita. Entrambi si dichiarano prigionieri politici e si rifiutano di collaborare con le autorità |
| 20 novembre | a Savona, un ordigno esplode causando la morte della pensionata Fanny Dallari e il ferimento di altre quattordici persone |
| 23 novembre | entra in carica il quarto governo Moro, il trentunesimo della Repubblica Italiana, il quarto della VI legislatura |
| 5 dicembre  | Ad Argelato, omicidio del carabiniere Andrea Lombardini e il ferimento di un altro componente della pattuglia, a seguito di una rapina commessa da alcuni esponenti di Potere Operaio passati all'organizzazione Lavoro Illegale |
| 12 dicembre | le inchieste relative alla strage di piazza Fontana vengono unificate e il processo spostato a Catanzaro |
| 31 dicembre | Muore, dopo giorni di agonia, Antonia Bernardini, che per protesta si era data fuoco nel letto, a cui era stata legata per 43 giorni nel manicomio criminale di Pozzuoli; la sua morte affrettò la decisione di chiudere, il direttore dell'istituto, il vicedirettore, una suora e tre vigilatrici furono processati, condannati in primo grado, e poi tutti assolti in appello. |

### 1975
| Data         | Evento |
| ------------ | --- |
| 24 gennaio   | il neofascista Mario Tuti uccide, ad Empoli, due carabinieri che stavano eseguendo un ordine di cattura nei suoi confronti: l'appuntato Giovanni Ceravolo e il brigadiere Leonardo Falco |
| 27 gennaio   | inizia a Catanzaro il terzo processo per la strage di piazza Fontana. Sul banco degli imputati siedono sia gli anarchici che i neofascisti accusati dell'attentato |
| 18 febbraio  | il brigatista Renato Curcio evade dal carcere di Casale Monferrato, dove era detenuto da circa tre mesi, con l'aiuto di un commando formato da quattro terroristi e guidato dalla sua compagna Mara Cagol |
| 24 febbraio  | inizia a Roma il processo per il rogo di Primavalle: imputati i militanti di Potere Operaio, Achille Lollo, Marino Clavo e Manlio Grillo. Scontri tra militanti neofascisti, di sinistra e agenti di polizia davanti alla sede del tribunale |
| 28 febbraio  | ucciso a Roma lo studente neofascista greco Miki Mantakas, colpito da due proiettili davanti alla sezione missina di Via Ottaviano, presa d'assalto da militanti di sinistra |
| 1º marzo     | la prima Corte d’Assise di Milano condanna all'ergastolo il terrorista Gianfranco Bertoli nel processo per l'attentato alla questura di Milano |
| 11 marzo     | A Napoli il nappista Giuseppe Principe Vitaliano resta ucciso mentre in casa confeziona un ordigno e un suo complice Alfredo Papale resta ferito seriamente |
| 13 marzo     | Sergio Ramelli, studente e militante neofascista diciannovenne, viene aggredito a Milano a colpi di chiave inglese da un commando di Avanguardia operaia |
| 14 aprile    | Un commando misto di militanti del Fronte Armato Rivoluzionario Operaio e delinquenti comuni sequestra, per autofinanziamento, a Milano l'imprenditore farmaceutico Carlo Saronio, anche egli simpatizzante dell'estrema sinistra, provocandone la morte per una dose letale di cloroformio, nel trasferimento verso il covo, la cui morte verrà tenuta nascosta durante le successive trattative per la liberazione                                      |
| 16 aprile    | il diciassettenne militante del Movimento Studentesco Claudio Varalli viene ucciso a Milano, al termine di una manifestazione per il diritto alla casa, da un gruppo di neofascisti aderenti ad Avanguardia Nazionale |
| 17 aprile    | durante gli scontri tra polizia e manifestanti, in protesta per la morte di Claudio Varalli, muore il militante Movimento Studentesco (organizzazione) di sinistra Giannino Zibecchi, travolto da un camion dei carabinieri |
| 18 aprile    | Rodolfo Boschi, giovane militante del Partito comunista, muore a Firenze ucciso da un colpo di pistola sparato da un poliziotto in borghese |
| 29 aprile    | 48 giorni dopo l'aggressione muore, in ospedale a Milano, il giovane missino Sergio Ramelli |
| 6 maggio     | Sequestrato dai Nuclei Armati Proletari, il magistrato di Cassazione Giuseppe di Gennaro, Direttore dell'Ufficio X "Centro Elettronico" della Direzione Generale degli Istituti di Prevenzione e Pena del Ministero di Grazia e Giustizia; liberato l'11 maggio dopo accettazione del riscatto rappresentato dalla diffusione radiofonica di un comunicato, dal trasferimento di alcuni detenuti e miglioramento delle condizioni del carcere di Viterbo. |
| 21 maggio    | approvata in parlamento la legge Reale che abolisce la libertà provvisoria per i reati più gravi, introduce il fermo giudiziario e permette un uso maggiore delle armi da parte delle forze dell'ordine |
| 25 maggio    | Alberto Brasili, studente di 26 anni, viene assassinato a Milano da un gruppo di militanti di destra, mentre rimuove da una colonna un adesivo elettorale del MSI |
| 30 maggio    | nel corso di una azione di protesta nel manicomio giudiziario di Aversa (Caserta), rimane ucciso, per esplosione anticipata di un congegno esplosivo collegato ad un registratore e altoparlante, Giovanni Taras, militante dei Nuclei Armati Proletari e detenuto nella struttura stessa |
| 4 giugno     | le Brigate Rosse sequestrano, nei pressi della sua villa di Canelli (Asti), l’industriale vinicolo Vittorio Vallarino Gancia. È il loro primo rapimento a scopo di autofinanziamento |
| 5 giugno     | muore a Melazzo (Alessandria) la brigatista Margherita (Mara) Cagol, uccisa in un conflitto a fuoco con i carabinieri, durante un blitz per la liberazione dell'imprenditore Vittorio Vallarino Gancia in cui resta ucciso anche l'appuntato Giovanni D’Alfonso |
| 12 giugno    | Alceste Campanile, militante di Lotta Continua, viene ucciso a Reggio Emilia da militanti neofascisti per vendetta, a seguito del suo passaggio tra le file dell'organizzazione politica avversa |
| 16 giugno    | le elezioni amministrative registrano una netta avanzata del PCI e la contemporanea sconfitta dei partiti di governo, DC e PRI. I diciottenni partecipano, per la prima volta, al voto |
| 21 giugno    | Muore Jolanda Paladino, colpita a Napoli il 16 giugno da una molotov lanciata da neofascisti contro i festeggiamenti in corso per la vittoria elettorale del PCI |
| 8 luglio     | uccisa a Roma Annamaria Mantini, militante dei Nuclei Armati Proletari di 22 anni, colpita a morte nel corso di un blitz della squadra antiterrorismo in un covo dei Nuclei Armati Proletari |
| 24 luglio    | Benigno Zaccagnini viene eletto segretario nazionale della Democrazia Cristiana. Sostituisce Amintore Fanfani |
| 4 settembre  | a Ponte di Brenta (Padova), due brigatisti uccidono l'appuntato di polizia Antonio Niedda |
| 29 settembre | Protesta in tutto il paese contro la fucilazione avvenuta in Spagna di 5 antifranchisti. A Milano un corteo di 7000 manifestanti della sinistra extraparlamentare tenta di assalire il consolato iberico, dopo aver devastato la camera di commercio spagnola e aver buttato una molotov negli uffici della Iberia (azienda) |
| 22 ottobre   | nel corso di un conflitto a fuoco, tre agenti vengono uccisi da estremisti di sinistra: il vicebrigadiere Armando Femiano, l'appuntato Giuseppe Lombardi e il maresciallo Gianni Mussi |
| 29 ottobre   | muore a Roma lo studente Mario Zicchieri, militante del Fronte della Gioventù, ucciso da una raffica di fucile davanti alla sezione dell'MSI nel quartiere Prenestino |
| 30 ottobre   | a Roma, militanti neofascisti uccidono il ventunenne Antonio Corrado, scambiandolo per un vicino di casa militante di Lotta Continua |
| 2 novembre   | ucciso, all'Idroscalo di Ostia (Roma), lo scrittore e regista Pier Paolo Pasolini. Per l'omicidio verrà poi condannato un ragazzo di vita, Pino Pelosi, che in seguito ritratterà la sua confessione |
| 22 novembre  | a Roma, durante gli scontri tra manifestanti e forze dell'ordine, nel corso di un corteo per la liberazione dell'Angola, viene ucciso Pietro Bruno, militante diciottenne di Lotta Continua |

### 1976
| Data         | Evento |
| ------------ | --- |
| 7 gennaio    | ritirato l'appoggio socialista al governo, il primo ministro Aldo Moro si dimette ma viene nuovamente incaricato dal presidente Leone di formare un nuovo governo |
| 18 gennaio   | a Milano, in un appartamento di Via Maderno, i carabinieri arrestano i brigatisti Nadia Mantovani e Renato Curcio, evaso l'anno precedente dal carcere di Casale Monferrato |
| 12 febbraio  | entra in carica il quinto governo Moro, il trentaduesimo della Repubblica Italiana, il quinto della VI legislatura |
| 23 marzo     | arrestato alla stazione centrale di Milano il terrorista Giorgio Semeria, ritenuto l'ideologo non violento delle Br |
| 28 marzo     | arrestati Gianadelio Maletti e Antonio Labruna, generale e capitano del SID, accusati di aver favorito la latitanza dei principali imputati nella strage di piazza Fontana |
| 7 aprile     | a Roma, durante alcuni scontri tra manifestanti e polizia, l'agente Domenico Velluto uccide il militante di Autonomia Operaia, Mario Salvi |
| 27 aprile    | a Milano, un gruppo di neofascisti, accoltellano tre militanti di sinistra. Uno dei tre, il ventunenne Gaetano Amoroso, morirà tre giorni dopo per le ferite |
| 29 aprile    | a Milano, un commando di Prima Linea, uccide Enrico Pedenovi, consigliere provinciale e membro del Comitato Centrale del Movimento Sociale Italiano |
| 17 maggio    | a Torino, si apre il primo processo al nucleo storico Brigate Rosse: ventitré terroristi alla sbarra, undici dei quali detenuti. Il loro rifiuto ad accettare la difesa d’ufficio provoca il rinvio del dibattimento |
| 28 maggio    | a Sezze (Latina), negli incidenti seguiti al comizio del deputato missino Sandro Saccucci, rimane ucciso lo studente e militante comunista Luigi De Rosa |
| 8 giugno     | a Genova, un commando di brigatisti uccide, nei pressi della sua abitazione, il procuratore Francesco Coco e due agenti della sua scorta, Antioco Deiana e Giovanni Saponara È il primo omcidio pianificato delle Brigate rosse. |
| 20 giugno    | in Italia, le elezioni politiche, confermano la DC come partito di maggioranza relativa e registrano una decisa avanzata del PCI che ottiene il miglior risultato elettorale della sua storia |
| 10 luglio    | a Roma, un commando di Ordine Nuovo uccide, nei pressi della sua abitazione con una raffica di mitra, il sostituto procuratore Vittorio Occorsio |
| 29 luglio    | entra in carica il terzo governo Andreotti, formato da un monocolore DC, il trentatreesimo della Repubblica Italiana, il primo della VII legislatura |
| 1º settembre | a Biella, un commando delle Brigate Rosse uccide il vicecommissario Francesco Cusano, durante il suo servizio di vigilanza |
| 5 settembre  | a Lecco, durante la locale festa de l'Unità, un gruppo di neofascisti picchia a morte Pierantonio Castelnuovo, militante del PCI e fratello maggiore dell'attore Nino |
| 5 novembre   | al termine del secondo congresso di Lotta Continua, a Rimini, il movimento si scioglie senza alcuna dichiarazione ufficiale |
| 14 dicembre  | a Roma, durante un agguato dei Nuclei Armati Proletari al dirigente dell'antiterrorismo Alfonso Noce, rimangono uccisi la guardia di pubblica sicurezza Prisco Palumbo e il terrorista Martino Zicchitella |
| 15 dicembre  | a Sesto San Giovanni (Milano), il vicequestore Vittorio Padovani e il maresciallo Sergio Bazzega, rimangono uccisi durante uno scontro a fuoco seguito a una perquisizione nella casa del brigatista Walter Alasia, anch'egli colpito a morte durante la sparatoria. Al nome di Alasia verrà intitolata la colonna milanese delle Brigate Rosse |
| 16 dicembre  | Brescia: Bomba di Piazzale Arnaldo, attentato di estrema destra con morte di un passante e altri 11 feriti |

### 1977
| Data         | Evento |
| ------------ | --- |
| 12 gennaio   | a Genova, le Brigate Rosse sequestrano l’armatore Pietro Costa. Verrà liberato 81 giorni dopo, in seguito al pagamento di un riscatto di un miliardo e 350 milioni                                                                                     |
| 18 gennaio   | a Catanzaro inizia il quarto processo per la strage di piazza Fontana. Imputati sia gli anarchici che i neofascisti assieme ai rappresentanti dei servizi segreti                                                                                      |
| 12 febbraio  | nella notte a Bergamo attentato brigatista contro due palazzine nel cantiere del nuovo carcere modello firmato "Brigate Comuniste" |
| 13 febbraio  | catturato a Roma il terrorista di estrema destra Pierluigi Concutelli, capo dei Gruppi di Azione Ordinovista |
| 17 febbraio  | alla Sapienza di Roma, violenti scontri durante il comizio del segretario della Cgil Luciano Lama, costretto a lasciare l’università scacciato da militanti di Autonomia Operaia e Indiani metropolitani                                               |
| 18 febbraio  | a Carpenedolo (Brescia), nel tentativo di sventare un furto, muore l'appuntato dei carabinieri Lorenzo Forleo, ucciso da estremisti di destra |
| 19 febbraio  | a Settimo Milanese, nel corso di un conflitto a fuoco, un commando di brigatisti uccide Lino Ghedini, brigadiere della polizia stradale |
| 11 marzo     | a Bologna, durante gli scontri tra forze dell'ordine e studenti di sinistra, muore lo studente Francesco Lorusso, militante di Lotta Continua, ucciso da un colpo di arma da fuoco                                                                     |
| 12 marzo     | a Gioiosa Jonica (Reggio Calabria), viene ucciso Rocco Gatto, militante comunista impegnato nella lotta alla 'ndrangheta |
| 12 marzo     | a Torino, viene ucciso in un agguato il brigadiere di pubblica sicurezza Giuseppe Ciotta. L'attentato viene rivendicato dalle Brigate combattenti-Prima linea                                                                                          |
| 12 marzo     | a Bologna, dopo un'irruzione nella sede, la polizia chiude Radio Alice, storica portavoce dell'area di Autonomia Operaia |
| 22 marzo     | a Roma, due militanti dei Nuclei Armati Proletari, uccidono l'agente di polizia Claudio Graziosi. Durante l'inseguimento rimane ucciso anche il nappista Angelo Cerrai                                                                                 |
| 31 marzo     | in Veneto iniziano le cosiddette notti dei fuochi, la sequenza di attentati, organizzati da varie organizzazioni terroristiche di sinistra |
| 21 aprile    | alla Sapienza di Roma, durante i violenti scontri provocati da gruppi di autonomi, muore l'agente di pubblica sicurezza Settimio Passamonti, colpito da un'arma da fuoco e viene gravemente ferito Antonio Merenda.                                    |
| 28 aprile    | a Torino, un commando delle Brigate Rosse uccide il presidente del consiglio dell'ordine degli avvocati, Fulvio Croce, che aveva da poco assunto la difesa d'ufficio dei brigatisti processati                                                         |
| 3 maggio     | a Torino, la prima udienza del processo contro le Brigate Rosse, viene disertata dai giudici popolari a causa delle minacce dei brigatisti |
| 12 maggio    | a Roma, durante gli scontri seguiti a una manifestazione organizzata dal Partito Radicale e vietata dalle autorità di Pubblica sicurezza, rimane uccisa colpita da un proiettile vagante la studentessa Giorgiana Masi                                 |
| 14 maggio    | arrestati, a Torino, Giulia Borelli, Chicco Galmozzi, Giuseppe Filidoro, Marco Scavino e Barbara Graglia, tutti appartenenti ai Nuclei Armati Proletari                                                                                                |
| 14 maggio    | a Milano, durante una manifestazione organizzata da Autonomia Operaia per protesta contro l'arresto di due avvocati (Giovanni Cappelli e Sergio Spazzali), il vicebrigadiere di pubblica sicurezza Antonio Custra viene ucciso a colpi d'arma da fuoco |
| 1-2-3 giugno | i giornalisti sotto attacco delle Brigate Rosse: gambizzati il vicedirettore del Secolo XIX, Vittorio Bruno, il direttore del Giornale nuovo, Indro Montanelli ed Emilio Rossi, direttore del TG1                                                      |
| 9 giugno     | Un uomo armato uccide a Roma Taha Carim, ambasciatore turco presso la Santa Sede, attentato rivendicato dal "Commando giustizieri per il genocidio armeno".                                                                                            |
| 1º luglio    | a Roma, il nappista Antonio Lo Muscio, viene ucciso in un conflitto a fuoco con le forze dell'ordine. Ferite e arrestate, nella stessa operazione, anche Maria Pia Vianale e Franca Salerno                                                            |
| 8 luglio     | a Roma, lo studente Mauro Amato, viene ucciso per errore in un ristorante da esponenti di Lotta Armata per il Comunismo, scambiato per il suo commensale, Domenico Velluto, agente di custodia                                                         |
| 19 luglio    | A Tradate Due esponenti di Prima Linea assaltano l'armeria di Luigi Speroni a Tradate e dopo essersi impossessati di alcune armi si danno alla fuga. L'armiere reagisce sparando con un fucile sull'auto dei rapinatori uccidendo Carlo Tognini.       |
| 29 settembre | a Roma, attentato contro un gruppo di giovani di sinistra a piazza Igea: muore la diciannovenne Elena Pacinelli |
| 30 settembre | a Roma, lo studente e militante di Lotta Continua, Walter Rossi, viene ucciso da un proiettile nel corso di una manifestazione |
| 1º ottobre   | a Torino, durante una manifestazione di protesta per l'assassinio di Walter Rossi, viene ucciso lo studente Roberto Crescenzio dopo lacio di molotov da parte di elementi delle Squadre armate proletarie                                              |
| 3 novembre   | a Milano, nel corso di una rapina ad un ufficio postale da parte di fiancheggiatori dei Nuclei Armati Proletari, viene ucciso Giuseppe Saporito, operaio di 35 anni                                                                                    |
| 16 novembre  | a Torino, agguato delle Brigate Rosse contro Carlo Casalegno, vicedirettore de La Stampa. Il giornalista muore dopo dodici giorni di ospedale |
| 28 novembre  | a Bari, militanti neofascisti, uccidono a coltellate Benedetto Petrone, poliomelitico, studente di 19 anni iscritto alla Fgci |
| 28 dicembre  | a Roma, assassinato nei pressi della propria abitazione Angelo Pistolesi, impiegato di 31 anni e militante del Msi-Dn. I suoi killer rimarranno ignoti                                                                                                 |
| 31 Dicembre  | Due neofascisti, Pierluigi Sciotto e Prospero Candura muoiono in una baita sull’Etna, mentre stanno sperimentando la costruzione di un ordigno ad alto potenziale esplosivo.                                                                           |

### 1978
| Data         | Evento |
| ------------ | --- |
| 4 gennaio    | a Piedimonte San Germano (Frosinone) viene ucciso, in un agguato degli Operai Armati per il Comunismo, il capo dei servizi di sicurezza della Fiat di Cassino, Carmine De Rosa |
| 7 gennaio    | a Roma, un commando dei Nuclei Armati di Contropotere Territoriale, apre il fuoco contro l'ingresso della sezione del Movimento Sociale Italiano di via Acca Larentia uccidendo due giovani militanti, Franco Bigonzetti e Francesco Ciavatta. Negli scontri con le forze dell'ordine che seguono, viene ucciso il militante di destra Stefano Recchioni                                                                       |
| 20 gennaio   | a Firenze, nel tentativo di far evadere dei detenuti dal carcere delle Murate, un commando di Prima Linea uccide l'appuntato di pubblica sicurezza Fausto Dionisi |
| 28 gennaio   | a Roma, nel corso di una rapina di autofinanziamento da parte di estremisti di sinistra, viene ucciso Giorgio Corbelli, titolare della gioielleria |
| 31 gennaio   | sono riorganizzati i servizi di sicurezza e di intelligence impegnati nella lotta del terrorismo nello UCIGOS, secondo alcuni commentatori ciò disperse un patrimonio di conoscenze e di esperienze, con la perdita dei funzionari più validi |
| 10 febbraio  | a Prato, un nucleo di Lotta Armata per il Comunismo, uccide il notaio Gianfranco Spighi |
| 14 febbraio  | a Roma, un gruppo di fuoco delle Brigate Rosse, uccide il giudice Riccardo Palma, consigliere di Cassazione e dirigente degli istituti di pena |
| 21 febbraio  | a Venezia, in un attentato dinamitardo da parte di Ordine Nuovo alla sede del quotidiano Il Gazzettino, rimane uccisa la guardia giurata Franco Battaglian |
| 28 febbraio  | a Roma, per vendicare l'eccidio di Acca Larentia, un commando dei Nuclei Armati Rivoluzionari uccide Roberto Scialabba, giovane militante di Lotta Continua |
| 6 marzo      | Roma: il militante neofascista dei Nuclei Armati Rivoluzionari, Franco Anselmi, resta ucciso mentre tenta di rapinare un’armeria. |
| 10 marzo     | a Torino, un commando delle Brigate Rosse, uccide il maresciallo di pubblica sicurezza Rosario Berardi |
| 16 marzo     | a Roma, in via Fani, un commando delle Brigate Rosse rapisce il presidente della Dc Aldo Moro uccidendo i cinque uomini della sua scorta: i carabinieri Domenico Ricci e Oreste Leonardi e i poliziotti Raffaele Iozzino, Giulio Rivera e Francesco Zizzi |
| 18 marzo     | a Milano, ignoti killer assassinano i giovani militanti di sinistra Fausto Tinelli e Lorenzo (Iaio) Iannucci |
| 20 marzo     | entra in carica il quarto governo Andreotti, il trentaquattresimo della Repubblica Italiana, il secondo della VII legislatura, definito governo «dell'emergenza»: un monocolore democristiano con l'appoggio esterno del Pci |
| 21 marzo     | Il governo vara il decreto legge 59/1978 che, nell'articolo 2, offre significativi sconti di pena a chi, dissociandosi dagli altri, si fosse adoperato per la liberazione di un ostaggio sequestrato a scopo terroristico o eversivo; altre disposizioni su fermo di polizia e intercettazioni telefoniche sollevano dubbi di costituzionalità. Il decreto sarà convertito in legge il 18 maggio dopo l'uccisione di Aldo Moro |
| 29 marzo     | le Brigate Rosse rendono note ai giornali tre lettere di Aldo Moro indirizzate rispettivamente al suo collaboratore, Saverio Rana, alla moglie e al Ministro dell'interno e compagno di partito, Francesco Cossiga. Ne seguiranno molte altre |
| 10 aprile    | le Brigate Rosse distribuiscono il quinto comunicato con cui affermano: Nessuna trattativa segreta, niente deve essere nascosto al popolo!, nei giorni precedenti indirettamente era stato tentato un approccio tramite Guiso, avvocato delle BR a Torino nel processo incorso ai capi storici Martelli (2025), Cap. "Dialettizzatevi con Moro"                                                                                |
| 11 aprile    | a Torino, un commando delle Brigate Rosse, uccide l'agente di custodia Lorenzo Cutugno che, prima di morire, spara e ferisce un brigatista |
| 18 aprile    | grazie a una perdita d'acqua viene scoperta, in via Gradoli a Roma, una base brigatista abitata, fino a poco prima, da uno dei capi, Mario Moretti e da Barbara Balzerani |
| 20 aprile    | a Crescenzago (Milano), il maresciallo Francesco Di Cataldo viene assassinato da un commando delle Brigate Rosse della colonna Walter Alasia |
| 26 aprile    | Girolamo Mechelli capogruppo della Democrazia Cristiana in Consiglio regionale del Lazio, viene gravemente ferito sulla circonvallazione Nomentana in un attentato rivendicato dalle Brigate Rosse |
| 4 maggio     | Bologna: Francesco Rigobello, militante del Movimento proletario resistenza offensiva resta ucciso a Bologna mentre tenta una rapina alla filiale della Banca del Monte di Bologna e Ferrara, un suo complice viene arrestato. |
| 9 maggio     | dopo 55 giorni di detenzione, al termine di un processo del popolo, Aldo Moro viene assassinato dalle Brigate Rosse. Il suo cadavere viene fatto ritrovare all'interno del bagagliaio di una Renault 4 di colore rosso, a Roma in via Caetani, una traversa di via delle Botteghe Oscure ove aveva sede il PCI e vicino a piazza del Gesù sede della DC                                                                        |
| 9 maggio     | a Cinisi (Palermo), viene ritrovato il cadavere dilaniato da una bomba, di Peppino Impastato, militante di Democrazia Proletaria, impegnato nella lotta contro la mafia |
| 17 maggio    | A Roma viene scoperta la tipografia delle BR, dove furono stampati i comuncati del sequestro Moro, gestita da brigatista Triaca, che sarà interrogato dopo un trattamento di waterboarding |
| 22 maggio    | approvata la legge 194 che disciplina l'interruzione volontaria di gravidanza |
| 6 giugno     | a Udine, un commando dei Proletari Armati per il Comunismo, uccide il comandante degli agenti di custodia Antonio Santoro |
| 15 giugno    | si dimette, con sei mesi di anticipo sulla scadenza istituzionale, il presidente della Repubblica Giovanni Leone, coinvolto nello scandalo delle tangenti Lockheed |
| 17 giugno    | a Roma, nella sua abitazione, viene assassinato Gianpiero Caciani, di 32 anni. L'azione è rivendicata dal sedicente Movimento Proletario di Resistenza Offensiva-Nucleo Antieroina |
| 21 giugno    | a Genova, un commando delle Brigate Rosse, assassina il commissario capo di pubblica sicurezza Antonio Esposito |
| 23 giugno    | a Seregno (Milano), l'esplosione di un ordigno collocato da terroristi davanti all'abitazione del locale sindaco, provoca il ferimento del giovane Roberto Girondi, di 18 anni. Morirà sette giorni dopo in ospedale |
| 23 giugno    | concluso, a Torino, il processo alle Brigate Rosse con gli imputati condannati a pesanti pene detentive: 15 anni di carcere a Renato Curcio, 14 anni e 6 mesi ad Alberto Franceschini, 10 anni a Prospero Gallinari |
| 9 luglio     | Sandro Pertini viene eletto settimo Presidente della Repubblica, dopo sedici scrutini e con la più alta maggioranza nella storia italiana: 832 voti favorevoli su 922 elettori |
| 28 settembre | a Roma, un commando dei Nuclei Armati Rivoluzionari, uccide a colpi di arma da fuoco il militante di sinistra Ivo Zini |
| 28 settembre | a Torino, un commando delle Brigate Rosse, gambizza Piero Mario Coggiola, dirigente della Lancia Fiat di Chivasso, che muore dissanguato |
| 30 settembre | a Napoli, lo studente e consigliere del WWF Claudio Miccoli, viene aggredito e bastonato da un gruppo di militanti neofascisti. Muore dopo cinque giorni di agonia |
| 1º ottobre   | Franco Freda, imputato nel processo sulla strage di piazza Fontana, elude la sorveglianza e sparisce dall’appartamento di Catanzaro nel quale era obbligato a risiedere |
| 1° ottobre   | Un gruppo di neofascisti aggredisce a sprangate alcuni militanti di sinistra, Claudio Miccoli ambientalista, intervenuto per difenderli, sarà colpito a sua volta e morirà dopo alcuni giorni di agonia |
| 1° ottobre   | A Milano, scoperto il covo brigatista di via Montenevoso ricco di documento sul sequestro di Aldo Moro, arrestandovi Franco Bonisoli) e Nadia Mantovani |
| 11 ottobre   | a Roma, un gruppo di fuoco delle Brigate Rosse, uccide il magistrato Girolamo Tartaglione, direttore degli affari penali del Ministero di Grazia e Giustizia |
| 11 ottobre   | a Napoli, un commando di Prima Linea, uccide Alfredo Paolella, docente di Antropologia criminale e collaboratore del Ministero di Grazia e Giustizia |
| 3 novembre   | Omicidio del gelataio Maurizio Tucci a Roma da parte tre membri di Guerriglia comunista con l'accusa di essere uno spacciatore di eroina e un informatore della polizia. |
| 7 novembre   | Milano: omicidio di Giampiero Grandi, un pregiudicato presunto spacciatore di eroina, rivendicato dalle “Squadre Proletarie di Combattimento per l'Esercito“, in un'azione contro lo spaccio della droga. |
| 8 novembre   | a Patrica (Frosinone), in un attentato rivendicato dalle Formazioni Comuniste Combattenti, muoiono il procuratore capo della Repubblica, Fedele Calvosa, il suo autista Luciano Rossi e l'agente di custodia Giuseppe Pagliei |
| 27 novembre  | A Roma viene ucciso il libico Saadi Vaturi e ferito di Amleto De Masi da parte di militanti di Guerriglia comunista, sono accusati nella rivendicazione di essere spacciatori di eroina e sfruttatori di minorenni. |
| 1º dicembre  | a Milano, in un bar della zona di Porta Romana, militanti di Prima Linea, uccidono con colpi di arma da fuoco i commercianti Domenico Bornazzini e Carlo Lombardi e l'autista Piero Magri |
| 14 dicembre  | a Roma, nel quartiere Appio-Latino, militanti di Guerriglia Comunista uccidono per errore Enrico Donati; il vero obiettivo era uno spacciatore di eroina |
| 15 dicembre  | a Torino, un commando delle Brigate Rosse, uccide le guardie di pubblica sicurezza Salvatore Lanza e Salvatore Porceddu, in servizio di vigilanza presso la Casa Circondariale |
| 25 dicembre  | A Roma "Guerriglia Comunista" fa esplodere una bomba ad alto potenziale in piazza Colonna, vicino Montecitorio, davanti all'edificio che ospita la direzione del PSDI e la redazione del quotidiano Il Tempo come azione di rappresaglia puramente dimostrativa contro la campagna fatta dai giornali borghesi e padronali. |

### 1979
| Data         | Evento |
| ------------ | --- |
| 9 gennaio    | a Roma, un commando dei Nar, assalta gli studi di Radio Città Futura, dando fuoco ai locali e ferendo a colpi di mitra le quattro conduttrici della trasmissione femminista Radio Donna |
| 10 gennaio   | a Roma, durante una manifestazione commemorativa della strage di Acca Larenzia, negli scontri con la polizia, intervenuta per difendere la sede della DC da un assalto neofascista muore il giovane militante di destra Alberto Giaquinto |
| 10 gennaio   | a Roma, terroristi di sinistra sparano contro alcuni giovani nel quartiere Talenti ferendone due ed uccidendo il militante del Fronte della Gioventù, Stefano Cecchetti |
| 16 gennaio   | Giovanni Ventura, imputato nel processo sulla strage di piazza Fontana, sparisce dall’appartamento di Catanzaro nel quale era obbligato a risiedere per darsi alla fuga all'estero |
| 19 gennaio   | a Torino, l'agente di custodia Giuseppe Lorusso, viene assassinato a colpi di pistola da un commando di Prima Linea |
| 24 gennaio   | a Genova, le Brigate Rosse, uccidono l’operaio e sindacalista dell’Italsider Guido Rossa, che aveva denunciato un militante brigatista all'interno della fabbrica |
| 29 gennaio   | a Milano, militanti di Prima Linea, uccidono il sostituto procuratore della Repubblica Emilio Alessandrini, che si era occupato di alcuni dei principali processi sull'eversione di destra e di sinistra |
| 16 febbraio  | a Milano, zona Bovisa, militanti dei Proletari Armati per il Comunismo, uccidono l'orefice Pierluigi Torregiani e feriscono il figlio Alberto, volendo punirlo ritenendolo colpevole della morte di un malvivente durante una fallita rapina avvenuta a Milano il 22 gennaio |
| 16 febbraio  | a Santa Maria di Sala (VE) i Proletari Armati per il Comunismo il macellaio Lino Sabbadin perché costui, giorni prima, aveva reagito a mano armata, ad una rapina uccidendo il rapinatore. |
| 23 febbraio  | si conclude, a Catanzaro, il processo per la strage di piazza Fontana con le condanne all'ergastolo per gli estremisti di destra Franco Freda, Giovanni Ventura e dell’ex agente dei servizi segreti Guido Giannettini e assoluzione di Pietro Valpreda |
| 23 febbraio  | a Barzanò (LC) la guardia giurata Rosario Scalia è uccisa da terroristi dei Comitati comunisti rivoluzionari, durante una rapina alla Banca agricola milanese di Barzanò |
| 28 febbraio  | a Torino, durante un conflitto a fuoco con la polizia, vengono uccisi due componenti di Prima Linea, Matteo Caggegi e Barbara Azzaroni |
| 9 marzo      | a Torino, un commando di Prima Linea assalta una pattuglia della Polizia per rappresaglia contro l'uccisione di Barbara Azzaroni e Matteo Caggegi, nello scontro a fuoco rimane ucciso lo studente Emanuele Iurilli, colpito da una pallottola vagante |
| 13 marzo     | a Bergamo, durante un tentativo di sequestro del medico delle carceri di Bergamo, due appartenenti al gruppo terrorista Guerriglia Proletaria, uccidono l'appuntato dei carabinieri Giuseppe Gurrieri |
| 13 marzo     | a Bologna, in un attentato incendiario ai danni degli uffici dell'Associazione stampa dell'Emilia-Romagna, per vendicare i due militanti di Prima Linea uccisi qualche giorno prima a Torino, perde la vita Graziella Fava |
| 20 marzo     | a Roma, viene ucciso con quattro colpi di pistola Carmine “Mino” Pecorelli, giornalista e direttore del settimanale OP (Osservatorio Politico) |
| 20 marzo     | entra in carica il quinto governo Andreotti, il trentacinquesimo della Repubblica Italiana, il terzo della VII legislatura, composto da un tripartito DC, PSI e PRI |
| 21 marzo     | a Cuneo, in un attentato dinamitardo rivendicato dalle Brigate Rosse, rimane ucciso l'imprenditore Attilio Dutto |
| 29 marzo     | a Roma, le Brigate Rosse uccidono il consigliere provinciale della Democrazia Cristiana Italo Schettini |
| 7 aprile     | a Padova, il sostituto procuratore Pietro Calogero ordina una serie di arresti di dirigenti di Autonomia Operaia per costituzione di banda armata e insurrezione armata contro lo Stato. È il cosiddetto teorema Calogero, ipotesi di una connessione diretta tra l’Autonomia e le Brigate Rosse. Finiscono in carcere, tra gli altri, Toni Negri, Oreste Scalzone, Franco Piperno, Emilio Vesce                                                                            |
| 11 aprile    | a Thiene, esplode un ordigno e muoiono tre militanti dei Collettivi Politici Veneti, Maria Antonietta Berna, Angelo Del Santo e Alberto Graziani che satvano preparando un ordigno in risposta agli arresti del 7 aprile, in quei giorni nel Veneto ci furono decine di azioni violente di protesta |
| 19 aprile    | a Roma, il militante comunista Ciro Principessa viene ucciso da un neofascista del Fronte della Gioventù |
| 19 aprile    | a Milano, un gruppo di militanti dei Proletari Armati per il Comunismo, uccide l'agente di pubblica sicurezza Andrea Campagna |
| 3 maggio     | a Roma, durante un assalto alla sede regionale della Democrazia Cristiana in piazza Nicosia, un commando delle Brigate Rosse uccide l'agente di polizia Antonio Mea e ferisce il suo collega Pietro Ollanu, che morirà una settimana dopo in ospedale |
| 17 maggio    | A Genova sono emessi 15 mandati di cattura emessi contro persone accusate di far parte Brigate Rosse, tra questi sono incarcerati Enrico Fenzi, la sua compagna, Isabella Ravazzi e Giorgio Moroni, uno degli esponenti più noti dell’Autonomia operaia genovese. |
| 29 maggio    | a Roma, in un appartamento di viale Giulio Cesare, la polizia arresta i brigatisti Adriana Faranda e Valerio Morucci |
| 3 giugno     | in Italia, le elezioni politiche, confermano la DC come partito di maggioranza relativa e registrano un deciso arretramento del PCI |
| 19 giugno    | Muore suicida in carcere Lorenzo Bortoli, intestatario dell'appartamento ove erano morti i militanti dei Collettivi Politici Veneti a Thiene |
| 2 luglio     | la Corte d’assise di Brescia emette la prima sentenza sulla strage di piazza della Loggia, dei nove imputati solo due vengono condannati: il neofascista Ermanno Buzzi, alla pena dell'ergastolo e Angelino Papa a dieci anni di carcere |
| 11 luglio    | a Milano, viene assassinato l'avvocato Giorgio Ambrosoli, liquidatore della Banca Privata Finanziaria di Michele Sindona, ucciso dal killer mafioso William Aricò su incarico dello stesso banchiere |
| 13 luglio    | a Roma, un commando delle Brigate Rosse, uccide il tenente colonnello dei carabinieri Antonio Varisco |
| 13 luglio    | a Druento (Torino), durante una rapina a un'agenzia della locale Cassa di Risparmio, un gruppo di terroristi di Prima Linea uccide il vigile urbano Bartolomeo Mana |
| 18 luglio    | a Torino, un commando di militanti di Prima Linea, uccide Carmine Civitate, gestore di un bar e reo, secondo i terroristi, di delazione con le forze dell'ordine |
| agosto       | due forniture di armi e esplosivi sono consegnate alle BR da parte dell'OLP, la prima Kalashnikov, pistole e fucili di fabbricazione russa, portato in Italia "a piedi, attraverso un valico tra Francia e Liguria", la seconda consegnata al largo di Cipro su una barca a vela, composto da "mitra Sterling", bombe a mano MK2, Fall di tipo belga, razzi controcarro americani, razzi aria-terra francesi, bombe ENERGA, bombe antiuomo, esplosivo plastico, detonatori" |
| 4 agosto     | entra in carica il primo governo Cossiga, composto da ministri democristiani, socialdemocratici, liberali e da alcuni tecnici di area socialista |
| 12 agosto    | Giovanni Ventura, latitante e già condannato alla pena dell'ergastolo per la strage piazza Fontana viene arrestato a Buenos Aires in Argentina |
| 18 agosto    | Franco Piperno, uno dei leader di Autonomia Operaia, viene arrestato a Parigi ed estradato in Italia |
| 23 agosto    | Franco Freda, latitante e già condannato alla pena dell'ergastolo per la strage di piazza Fontana viene arrestato in Costa Rica |
| 21 settembre | a Torino, un commando di Prima Linea, uccide Carlo Ghiglieno, responsabile del settore pianificazione della Fiat |
| 24 settembre | a Roma, dopo un conflitto a fuoco con la polizia, vengono catturati i brigatisti Prospero Gallinari e Mara Nanni |
| 2 ottobre    | rivolta nel supercarcere dell’Asinara (Sassari) guidata dai capi storici delle Brigate Rosse, viene sedata nel giro di 24 ore, con il lancio di candelotti lacrimogeni |
| 8 ottobre    | Roma: il gioielliere libico di religione ebraica Mordechai Fadlun è sequestrato in casa con la famiglia da un gruppo rossobruno formato da fuoriusciti delle Brigate rosse, che stanno costruendo il Movimento comunista rivoluzionario ed elementi neofascisti provenienti da Costruiamo l'Azione, bottino della rapina gioielli per un valore di 4 miliardi di lire |
| 24 ottobre   | Francesco Berardi, il brigatista denunciato da Guido Rossa e condannato per partecipazione a banda armata, viene ritrovato impiccato nella sua cella di isolamento del carcere di Cuneo, le sue confidenza dopo la condanna avevano permesso gli arresti del 17 maggio |
| 7 novembre   | Nella notte fra 7 e 8 novembre sono arrestati ad Ortona alcuni membri di Autonomia Operaia, tra cui Daniele Pifano, mentre trasportano due missili sovietici terra-aria spalleggiabili Strela-2 destinati ad un corriere dell'OLP in Italia |
| 9 novembre   | a Roma, terroristi appartenenti alle Brigate Rosse, uccidono in un agguato l'agente di pubblica sicurezza Michele Granato, appartenente al nucleo di Polizia Giudiziaria impegnato nel contrasto del terrorismo |
| 19 novembre  | a Bardi (provincia di Parma), durante un controllo, due terroristi probabilmente appartenenti alle Brigate Rosse, uccidono l'appuntato dei Carabinieri Luciano Milani |
| 21 novembre  | a Genova, nel quartiere di Sampierdarena, un commando delle Brigate Rosse, uccide il maresciallo Vittorio Battaglini e il Carabiniere scelto Mario Tosa |
| 27 novembre  | a Roma, militanti delle Brigate Rosse uccidono, nei pressi della propria abitazione, il maresciallo di Pubblica sicurezza Domenico Taverna |
| 7 dicembre   | a Roma, il maresciallo di Polizia giudiziaria Mariano Romiti, viene ucciso da terroristi appartenenti alle Brigate Rosse |
| 14 dicembre  | a Rivoli (provincia di Torino), durante un conflitto a fuoco con le forze dell'ordine, muore Roberto Pautasso, militante di Prima Linea sorpreso mentre sta preparando un attentato contro una fabbrica |
| 15 dicembre  | il presidente Sandro Pertini firma due decreti legge con misure straordinarie contro il terrorismo, che saranno poi convertiti nella cosiddetta legge Cossiga: fermo di polizia di 48 ore, inasprimento delle pene, e il DL 625/1979 con introduzione di benefici e sconti di pena per chi si dissocia dal terrorismo, ossia i pentiti |
| 17 dicembre  | a Roma, militanti dei Nuclei Armati Rivoluzionari uccidono, per uno scambio di persona, l'impiegato Antonio Leandri in un agguato organizzato nei confronti dell'avvocato Giorgio Arcangeli, ritenuto responsabile dell'arresto del terrorista neofascista Pierluigi Concutelli |

### 1980
| Data         | Evento |
| ------------ | --- |
| 8 gennaio    | a Milano, durante un servizio di perlustrazione, nei pressi di via Schievano, gli agenti di pubblica sicurezza Antonio Cestari, Rocco Santoro e Michele Tatulli, sono uccisi in un agguato delle Brigate Rosse colonna Walter Alaisa |
| 25 gennaio   | a Genova, un commando di brigatisti, uccide il tenente colonnello dei Carabinieri Emanuele Tuttobene e il suo autista, l'appuntato Antonino Casu |
| 29 gennaio   | a Venezia, Sergio Gori, vicedirettore degli impianti del Petrolchimico di Marghera, viene assassinato davanti alla sua abitazione. Il suo omicidio, rivendicato dalle Brigate Rosse, è parte dell'azione brigatista contro gerarchie e dirigenti industriali, inaugurata nel 1978 |
| 31 gennaio   | a Roma, nel quartiere Montesacro, durante un conflitto a fuoco ad un posto di blocco, un agente delle forze dell'ordine spara uccidendo per errore la casalinga Anna Maria Minci |
| 31 gennaio   | a Settimo Torinese, militanti appartenenti ai Nuclei Comunisti Territoriali, uccidono Carlo Ala, sorvegliante in una fabbrica del gruppo Fiat |
| 5 febbraio   | a Monza, il dirigente responsabile della produzione dell'Icmesa, Paolo Paoletti, viene assassinato da un commando di Prima Linea, nel quadro di quella che fu definita la loro campagna per la sanità |
| 6 febbraio   | a Roma, militanti dei Nuclei Armati Rivoluzionari, uccidono l'agente di pubblica sicurezza Maurizio Arnesano, in servizio davanti all'ambasciata libanese |
| 7 febbraio   | a Milano, un commando di Prima Linea, uccide William Waccher, ex militante della stessa organizzazione terroristica e, in seguito, accusato di delazione in quanto testimone nei processi sulla morte del giudice Emilio Alessandrini e del gioielliere Pierluigi Torregiani |
| 12 febbraio  | a Roma, all'interno dell'Università La Sapienza, un commando delle Brigate Rosse composto da Bruno Seghetti e Anna Laura Braghetti, uccide Vittorio Bachelet, vice presidente del Consiglio superiore della magistratura e docente di Diritto amministrativo alla facoltà di Scienze politiche |
| 18 febbraio  | arrestato a Torino il terrorista Patrizio Peci, capo della colonna piemontese delle Brigate Rosse. Catturato assieme all'altro brigatista Rocco Micaletto, Peci divenne il primo pentito delle BR a collaborare con lo Stato |
| 22 febbraio  | a Roma, lo studente e militante dell'Autonomia Operaia, Valerio Verbano, viene assassinato nella sua abitazione da tre persone armate e con il volto coperto |
| 25 febbraio  | a Roma, la casalinga Iolanda Rozzi muore in seguito alle gravi ustioni riportate nell'incendio della propria abitazione, provocato il 28 gennaio precedente. L'attentato, rivendicato dai Nuclei Proletari Combattenti, avrebbe dovuto colpire la sorella Rosa Rozzi, dirigente della sezione della Democrazia Cristiana del quartiere Torpignattara                                                 |
| 10 marzo     | a Roma, un commando di Compagni Armati per il Comunismo, uccide per errore il cuoco Luigi Allegretti. L'agguato aveva per obiettivo il segretario della sezione Msi Flaminio, Gianfranco Rosci |
| 10 marzo     | Si conclude il processo per la strage di Piazza della Loggia di Brescia, con l'assoluzione di tutti gli imputati |
| 10 marzo     | Roma Due ordigni, collocati davanti alla sede romana delle Turkish Airlines, uccidendo due passanti, Dante Sema e Domenico Porcello oltre a 14 feriti. L'attentato fu rivendicato dall'Esercito Segreto Armeno |
| 11 marzo     | Bari omicidio di Martino Traversa: militanti di estrema destra fanno irruzione negli studi di Bari Radio Levante, di ispirazione democristiana. Durante una collutazione Traversa è colpito da un proiettile partito dal fucile di Stefano Di Cagno, che quindi tenta la fuga in Francia, ma viene arrestato e infine condannato a 18 anni di carcere.                                               |
| 12 marzo     | a Roma, nel quartiere Talenti, viene ucciso Angelo Mancia, segretario della locale sezione del Movimento Sociale Italiano. L'omicidio viene rivendicato dalla formazione Compagni organizzati in Volante Rossa |
| 16 marzo     | a Salerno, un commando delle Brigate Rosse, colonna Fabrizio Pelli, uccide Nicola Giacumbi, Procuratore della Repubblica |
| 18 marzo     | a Roma, le Brigate Rosse assassinano, all'interno di un autobus, il magistrato Girolamo Minervini, da un giorno nominato direttore generale degli Istituti di Prevenzione e Pena |
| 19 marzo     | a Milano, un nucleo armato di Prima Linea, uccidono il magistrato Guido Galli, giudice istruttore penale |
| 21 marzo     | Roma: è trovato ucciso Mohamed Salem Rtemi, uomo d'affari e oppositore libico di Muʿammar Gheddafi |
| 28 marzo     | a Genova, i carabinieri dell’antiterrorismo, irrompono in un covo brigatista sito in Via Fracchia, con un violento conflitto a fuoco che provocò la morte dei quattro brigatisti Riccardo Dura, Piero Panciarelli, Annamaria Ludman e Lorenzo Betassa |
| 4 aprile     | entra in carica il secondo governo Cossiga, il trentasettesimo della Repubblica Italiana, il secondo dell'VIII legislatura |
| 10 aprile    | a Torino, un commando armato delle sedicenti Ronde Proletarie, uccide la guardia giurata Giuseppe Pisciuneri, colpito a morte davanti alla sua abitazione di via Nizza, mentre sta per recarsi al lavoro |
| 18 aprile    | La magistratura torinese emette mandati di cattura contro alcuni avvocati penalisti membri di “Soccorso Rosso” accusati dal pentito Peci di essere il tramite che permette il costante collegamento tra militanti arrestati/detenuti e l'organizzazione clandestina delle Brigate Rosse, tra questi Sergio Spazzali e Edoardo Arnaldi.                                                               |
| 19 aprile    | a Genova, durante una perquisizione dei carabinieri nella sua abitazione, l’avvocato di Soccorso Rosso Edoardo Arnaldi, si uccide con un colpo di pistola. Era accusato di partecipazione a banda armata |
| 19 aprile    | Gelil Aref Abdul, commerciante libico viene ucciso a Roma con 4 rivoltellate |
| 28 aprile    | il brigatista Corrado Alunni, il criminale comune Renato Vallanzasca ed un gruppo di altri 16 detenuti, mettono in atto un tentativo di evasione dal carcere milanese di San Vittore. Alla fuga segue una sparatoria per le vie di Milano, prima che gli evasi vengano definitivamente catturati |
| 29 aprile    | arrestato Roberto Sandalo, nome di battaglia Comandante Franco e militante di Prima Linea. Un mese dopo la cattura si dissociò e cominciò a collaborare con gli inquirenti |
| 12 maggio    | a Mestre, un commando delle Brigate Rosse uccide il commissario capo di pubblica sicurezza Alfredo Albanese, responsabile della locale sezione antiterrorismo |
| 10 maggio    | Roma: è ucciso il libico Abdallah Mohamed el Kazmi, esule libico richiedente la cittadinanza italiana |
| 19 maggio    | a Napoli, un commando brigatista uccide l'assessore al bilancio della Regione Campania, Pino Amato. I terroristi vennero in seguito catturati dopo un inseguimento e una sparatoria |
| 20 maggio    | Roma: è ucciso Mohamed Foud Buohjar, mercante di Tripoli, azione firmata da Libyan Revolutionary Committees operating in Rome. |
| 27 maggio    | a Roma, le forze dell’ordine arrestano la brigatista Anna Laura Braghetti. Ha partecipato al sequestro Moro e all'omicidio di Vittorio Bachelet |
| 27 maggio    | a Roma, durante una rapina di autofinanziamento presso un istituto di credito, viene assassinata la guardia giurata Vincenzo Totonelli. Inizialmente rivendicato dal sedicente Gruppo Proletario Organizzato Armato, secondo gli inquirenti, l'omicidio fu invece opera di esponenti dell'estrema destra eversiva                                                                                    |
| 28 maggio    | a Roma, un commando dei Nuclei Armati Rivoluzionari, apre il fuoco contro una pattuglia di pubblica sicurezza in servizio di vigilanza davanti al liceo "Giulio Cesare" uccidendo il vicebrigadiere Francesco Evangelista e ferendo gli altri due agenti di polizia |
| 28 maggio    | a Milano, terroristi appartenenti alla Brigata XXVIII marzo, uccidono Walter Tobagi, cronista del Corriere della Sera e presidente dell'Associazione Lombarda dei Giornalisti |
| 3 giugno     | A Genova tutti gli arrestati il 17 maggio dell'anno precedente sono assolti con formula piena e rimessi in libertà. Due giorni dopo il generale Dalla Chiesa alla commemorazione del 166° anniversario dell’Arma, attacca frontalmente i magistrati genovesi: «…non passerà la prepotenza, non passerà la follia, non passerà il terrorismo né l’ingiustizia che lo assolve»                         |
| 3 giugno     | a Martina Franca (Taranto), durante una rapina di autofinanziamento presso un istituto di credito, militanti di Prima Linea uccidono l'appuntato dei carabinieri Antonio Chionna |
| 4 giugno     | Roma: un commando di mujahidin islamici sciiti iracheni assale l'ambasciata dell'Iraq, uccidendo Amur Sabir Nedda impiegato dell'ambasciata, e deponendo un ordigno |
| 11 giugno    | Milano: omicidio dell'uomo d'affari libico Mohammed Lahderi Azzedin, 56, residente in Italia |
| 11 giugno    | Roma: il libico Mohamed Bygte è ferito da un killer al grido "Khadafy, Khadafy" |
| 19 giugno    | Torino "Carceri Nuove", Pasquale Viele, pregiudicato per reati comuni viene garrotato in cella da 4 detenuti brigatisti e/o politicizzati, con l'accusa di delazione |
| 23 giugno    | a Roma, militanti appartenenti ai Nuclei Armati Rivoluzionari, uccidono il Sostituto Procuratore della Repubblica di Roma Mario Amato, magistrato che indagava sulla destra eversiva |
| 27 giugno    | nei pressi di Ustica, l'esplosione del DC9 Itavia 870 in volo tra Bologna e Palermo, provoca la morte di 81 persone. Nel corso degli anni vennero avanzate varie ipotesi, talune orientate verso un cedimento strutturale, altre prospettanti un attentato terroristico o anche l'esplosione per una collisione con un aereo militare in volo (francese, libico o statunitense)                      |
| 2 luglio     | nel carcere di Cuneo, il militante dei Nuclei Armati Proletari, Emanuele Attimonelli, uccide il detenuto Ugo Benazzi, considerato un informatore delle forze dell'ordine |
| 2 agosto     | alle 10.25, un ordigno ad alto potenziale, esplode nella sala d'aspetto di seconda classe della stazione di Bologna provocando la morte di 85 persone ed il ferimento di oltre 200. È il più grave atto terroristico avvenuto in Italia nel secondo dopoguerra. Esecutori materiali furono riconosciuti alcuni militanti dei Nuclei Armati Rivoluzionari. I mandanti sono invece tuttora sconosciuti |
| 11 agosto    | a Viterbo, durante un controllo di documenti, militanti di Prima Linea uccidono il maresciallo dei carabinieri Pietro Cuzzoli e l'appuntato Ippolito Cortellessa |
| 26 agosto    | la Procura della Repubblica di Bologna emette 28 ordini di cattura nei confronti di militanti dell’estrema destra per la strage della stazione. Tra gli altri, con imputazioni che vanno dall’associazione sovversiva alla banda armata, vengono arrestati Massimiliano Fachini, Roberto Fiore, Francesca Mambro, Aldo Semerari, Paolo Signorelli, Valerio Fioravanti                                |
| 2 settembre  | a Roma, un commando dei Nuclei Armati Rivoluzionari, uccide per errore il tipografo del Messaggero Maurizio Di Leo, scambiandolo per un giornalista del quotidiano romano |
| 9 settembre  | nei pressi di Roma, alcuni appartenenti ai Nuclei Armati Rivoluzionari, uccidono Francesco "Ciccio" Mangiameli, dirigente siciliano di Terza Posizione |
| 24 settembre | a Santa Maria Capua Vetere (Caserta), un commando dei Nuclei Armati Rivoluzionari, uccide l'ex guardia carceraria Alberto Contestabile |
| 5 ottobre    | a Roma, nel carcere di Rebibbia, il militante di Terza Posizione, Nanni De Angelis, viene trovato impiccato nella sua cella. Era stato arrestato, tre giorni prima, assieme a Luigi Ciavardini |
| 9 ottobre    | a Milano, a seguito della collaborazione con la magistratura del terrorista Marco Barbone, vengono arrestati tutti i componenti della Brigata XXVIII marzo |
| 14 ottobre   | scendono in piazza a Torino i colletti bianchi della Fiat: impiegati e quadri intermedi protestano per chiudere la vertenza sindacale, riaprire le fabbriche e ritornare al lavoro. Verrà ricordata come la Marcia dei quarantamila |
| 18 ottobre   | entra in carica il primo governo Forlani, il trentottesimo della Repubblica Italiana, il terzo dell'VIII legislatura. Si tratta di un quadripartito centrista formato da Dc, Psi, Psdi e Pri |
| 27 ottobre   | rivolta nel carcere di Nuoro, Badu 'e Carros: una cinquantina, tra detenuti comuni e terroristi delle Brigate Rosse e di Prima Linea, si impadroniscono della sezione di massima sicurezza. Vengono uccisi Francesco Zarrillo e Biagio Jaquinta, due detenuti comuni ritenuti forse delatori |
| 12 novembre  | a Milano, un commando delle Brigate Rosse (colonna Walter Alasia), uccide Renato Briano, direttore del personale della Magneti Marelli |
| 13 novembre  | nei pressi di Cassino, in un conflitto a fuoco con le forze dell'ordine conseguente a una rapina di autofinanziamento, restano uccisi Claudio Pallone e Arnaldo Fausto Genoino, militanti del Movimento Comunista Rivoluzionario |
| 26 novembre  | a Milano, durante una perquisizione in una carrozzeria, militanti dei Nuclei Armati Rivoluzionari aprono il fuoco uccidendo il brigadiere dei Carabinieri, Ezio Lucarelli e ferendo il maresciallo il Giuseppe Palermo |
| 28 novembre  | a Bari, un commando di Prima Linea, uccide l'appuntato di pubblica sicurezza Giuseppe Filippo |
| 28 novembre  | a Milano in via Pietro Orseolo, militanti delle Brigate Rosse (colonna Walter Alasia), uccidono Manfredo Mazzanti, direttore tecnico della Falck |
| dicembre     | il "Collettivo Prigionieri Comunisti delle Brigate Rosse", formato da detenuti del Carcere di Palmi, produce un testo teoretico uscito clandestinamente dal carcere: L’Ape e il Comunista e pubblicato in "Corrispondenza Internazionale". |
| 1º dicembre  | a Roma, viene assassinato Giuseppe Furci, medico dell'istituto penitenziario Regina Coeli. L'omicidio viene rivendicato dalla colonna Walter Alasia delle Brigate Rosse |
| 3 dicembre   | dopo la collaborazione del pentito Michele Viscardi, con un blitz in varie città italiane, vengono scoperte diverse basi di Prima Linea, depositi di armi, munizioni, schedari e documentazione varia. Arrestati decine di presunti terroristi |
| 11 dicembre  | a Milano, nel corso di un conflitto a fuoco con i carabinieri, vengono uccisi i brigatisti Roberto Serafini e Walter Pezzoli |
| 12 dicembre  | a Roma, le Brigate Rosse, rapiscono Giovanni D’Urso, magistrato della direzione generale degli istituti di prevenzione e pena. Verrà rilasciato all'alba del 15 gennaio 1981 |
| 18 dicembre  | a Zinasco (Pavia), durante una rapina di autofinanziamento presso un istituto di credito, militanti dei Comitati Comunisti Rivoluzionari uccidono la guardia giurata Alfio Zappalà |
| 20 dicembre  | arrestato a Parigi Marco Donat-Cattin, nome di battaglia Comandante Alberto: figlio del politico democristiano Carlo e militante di primissimo piano dell'organizzazione Prima Linea |
| 28 dicembre  | rivolta nel carcere di Trani: detenuti di Autonomia Operaia, delle Brigate Rosse e dell’estremismo di destra, sequestrano una ventina di agenti di custodia chiedendo la liberazione di prigionieri politici e la chiusura delle carceri speciali. La rivolta è repressa dai nuclei speciali |
| 31 dicembre  | a Roma, un commando delle Brigate Rosse uccide il generale dei Carabinieri Riziero Enrico Galvaligi, stretto collaboratore del generale Carlo Alberto Dalla Chiesa e responsabile del Coordinamento dei Servizi di sicurezza per gli istituti di prevenzione e pena |

### 1981
| Data         | Evento |
| ------------ | --- |
| 6 gennaio    | a Roma, un commando dei Nuclei Armati Rivoluzionari, uccide Luca Perucci, militante di Terza Posizione ritenuto un delatore |
| 13 gennaio   | su un treno Taranto-Milano viene rinvenuto un borsone contenente armi, munizioni, due biglietti aerei emessi a nome di due cittadini stranieri ed esplosivo dello stesso tipo utilizzato per la strage di Bologna. Si scoprirà poi che si tratta di un depistaggio organizzato dai servizi segreti, nell'ambito di un'operazione denominata Terrore sui treni |
| 15 gennaio   | a Roma, le Brigate Rosse, rilasciano il giudice Giovanni D’Urso, dirigente degli istituti di prevenzione e pena del Ministero di Grazia e Giustizia, rapito il precedente 12 dicembre |
| 5 febbraio   | a Padova, durante un conflitto a fuoco con le forze dell'ordine, militanti dei Nuclei Armati Rivoluzionari uccidono il brigadiere Luigi Maronese e l'appuntato Enea Codotto. Gravemente ferito ad entrambe le gambe, il leader dei Nar, Valerio Fioravanti, viene poco dopo arrestato                                                                         |
| 17 febbraio  | a Milano, brigatisti della Colonna Walter Alasia, assassinano Luigi Marangoni, direttore dell'Ospedale Maggiore |
| 20 marzo     | a Catanzaro, si chiude il processo di secondo grado per la strage di piazza Fontana: assoluzioni per Freda Ventura e Giannettini, condanne per Valpreda e Merlino per associazione sovversiva |
| 26 marzo     | al processo per l'uccisione del militante comunista Benedetto Petrone, la Corte d'assise di Bari, condanna il neofascista Giuseppe Piccolo a 22 anni e sei mesi di reclusione |
| 4 aprile     | a Milano, la polizia arresta Mario Moretti, considerato il capo della direzione strategica delle Brigate Rosse. In manette anche Enrico Fenzi, Tiziana Volpi e Silvano Fadda |
| 7 aprile     | a Roma, le Brigate Rosse, uccidono Raffaele Cinotti, capoposto al reparto di isolamento giudiziario del carcere di Rebibbia |
| 8 aprile     | arrestato a Roma Cristiano Fioravanti, terrorista dei Nuclei Armati Rivoluzionari e fratello di Giusva. Il suo pentimento, poco dopo la sua cattura, porterà gli inquirenti ad acquisire numerose informazioni riguardanti l'attività del gruppo |
| 13 aprile    | nel carcere di Novara, il neofascista Ermanno Buzzi, condannato all'ergastolo per la strage di piazza della Loggia, viene strangolato durante l'ora d'aria da Mario Tuti e Pierluigi Concutelli |
| 18 aprile    | arrestato in corso Buenos Aires, a Milano, l'esponente di Prima Linea Maurizio Pedrazzini, latitante e conosciuto con il nome di battaglia di Pedro |
| 20 aprile    | La Corte d'Assise d'Appello di Catanzaro, annulla le condanne per strage di Freda, Ventura e Giannettini cambiandole in assoluzioni per insufficienza di prove |
| 20 aprile    | arrestati, mentre tentano di espatriare clandestinamente in Svizzera, nei pressi del valico del Gaggiolo (Varese) i neofascisti Massimo Carminati, Alfredo Graniti e Domenico Magnetta. Durante lo scontro a fuoco con la polizia, Carminati viene gravemente ferito da una raffica di mitra perdendo l'occhio sinistro                                       |
| 27 aprile    | a Torre del Greco, un commando brigatista sequestra Ciro Cirillo, assessore all’urbanistica della Regione Campania. Uccisi nell'agguato l'autista Mario Cancello e il brigadiere di pubblica sicurezza Luigi Carbone |
| 13 maggio    | Roma: attentato del turco Ali Mehemet Agca contro Giovanni Paolo II in piazza San Pietro. |
| 20 maggio    | a Mestre, un commando brigatista rapisce Giuseppe Taliercio, direttore dello stabilimento Montedison di Porto Marghera |
| 21 maggio    | il Presidente del Consiglio Forlani rende pubblica la lista degli appartenenti alla loggia P2, provocando un terremoto nel mondo politico italiano |
| 3 giugno     | a Settimo Milanese (Milano), militanti di Prima Linea, uccidono Antonio Frasca, addetto alla vigilanza nell'Alfa Romeo |
| 3 giugno     | a Milano, un commando brigatista, sequestra Renzo Sandrucci, responsabile del settore organizzazione del lavoro dell’Alfa Romeo di Arese |
| 9 giugno     | Orune (NU): Barbagia Rossa uccide l'insegnante Nicola Zidda, mentre stava parlando con un carabiniere, vero bersaglio dell'attentato |
| 10 giugno    | a San Benedetto del Tronto, le Brigate Rosse rapiscono Roberto Peci, fratello del terrorista pentito Patrizio |
| 19 giugno    | a Roma, le Brigate Rosse, uccidono Sebastiano Vinci, commissario di pubblica sicurezza nel quartiere Primavalle |
| 28 giugno    | entra il carica il primo governo Spadolini, il trentanovesimo della Repubblica Italiana, il quarto dell'VIII legislatura e il primo laico dalla nascita della Repubblica |
| 30 giugno    | si apre a Roma il processo d'appello per il rogo di Primavalle. La Corte d'Assise, accogliendo la richiesta della parte civile, annulla la sentenza assolutoria di primo grado nei confronti degli imputati Achille Lollo, Marino Clavo e Manlio Grillo |
| 5 luglio     | il corpo senza vita di Giuseppe Taliercio viene rinvenuto nel baule di un’automobile parcheggiata nei pressi dello stabilimento Montedison di Marghera. Era stato sequestrato dalle Br il 20 maggio precedente |
| 10 luglio    | a Roma, un commando dei NAR di cui fanno parte Francesca Mambro, Giorgio Vale, Gilberto Cavallini e Stefano Soderini, nel tentativo di rapinare una gioielleria, uccidono Renato Mancini, il figlio del titolare che aveva tentato di reagire |
| 15 luglio    | a Como, nell'esplosione di un ordigno che stava tentando di disinnescare, muore il brigadiere di pubblica sicurezza Luigi Carluccio. L'attentato viene rivendicato dalle Brigate Operaie per il Comunismo |
| 23 luglio    | dopo 50 giorni di prigionia, i brigatisti liberano il dirigente dell’Alfa Romeo, Renzo Sandrucci |
| 24 luglio    | Ciro Cirillo viene rilasciato dalle Brigate Rosse nei pressi di Poggioreale. Per il suo rilascio, dopo 89 giorni di prigionia, viene pagato un riscatto di un miliardo e 450 milioni di lire |
| 30 luglio    | a Roma, i Nuclei Armati Rivoluzionari, uccidono il militante neofascista Giuseppe De Luca freddato, con un colpo di pistola, all'interno della propria abitazione |
| 31 luglio    | a Nuoro, durante un agguato rivendicato da Barbagia Rossa, organizzazione fiancheggiatrice delle Brigate Rosse, rimane ferito l'appuntato dei Carabinieri Santo Lanzafame. Morirà il 6 agosto successivo |
| 3 agosto     | dopo 54 giorni di prigionia, le Brigate Rosse, uccidono Roberto Peci, condannandolo a morte per tradimento. Una vendetta filmata dai terroristi in tutte le sue fasi, fino all'atto finale dell'uccisione dell'ostaggio |
| 28 agosto    | il Governo varata la cosiddetta legge sui pentiti: riduzioni di pena e scarcerazione per chi collabora attivamente con la giustizia e si dissocia in maniera pubblica |
| 18 settembre | a Milano, il brigadiere degli agenti di custodia di San Vittore, Francesco Rucci, viene ucciso in un attentato rivendicato dal gruppo Nucleo di Comunisti |
| 30 settembre | a Roma, i Nuclei Armati Rivoluzionari, uccidono il neofascista Marco Pizzari, accusato di delazione nell'inchiesta sulla strage di Bologna |
| 4 ottobre    | un commando di sei uomini armati riesce a penetrare nel carcere di Frosinone e, dopo aver immobilizzato gli agenti di custodia, libera il terrorista rosso Cesare Battisti |
| 8 ottobre    | Roma: Una bomba al quarto piano dell'Hotel Flora, uccide Majed Abu Sharan, ministro dell'informazione della Olp. |
| 19 ottobre   | a Milano, un commando dei Nuclei Armati Rivoluzionari, apre il fuoco contro una pattuglia di polizia che si appresta ad effettuare un controllo, uccidendo gli agenti Carlo Buonantuono e Vincenzo Tumminello |
| 21 ottobre   | ad Acilia (Roma), un commando dei Nuclei Armati Rivoluzionari, uccide in un attentato il capitano di pubblica sicurezza Francesco Straullu e la guardia scelta Ciriaco Di Roma |
| 13 novembre  | a Milano, nel corso di un controllo documenti nei pressi della Stazione Centrale, l'agente della Digos Eleno Viscardi viene ucciso da due militanti dei sedicenti Comunisti Organizzati per la Liberazione Proletaria |
| dicembre     | le "Brigate Rosse-Partito della Guerriglia", a cui aderiscono Renato Curcio e Alberto Franceschini e gran parte degli altri brigatisti incarcerati, diffondono lo scritto teoretico "Tesi di fondazione del partito" per definire le basi della costruzione del Partito Comunista Combattente                                                                 |
| 5 dicembre   | a Roma, durante uno scontro a fuoco con le forze dell'ordine, muore il neofascista Alessandro Alibrandi, militante dei Nuclei Armati Rivoluzionari. L'agente Ciro Capobianco, gravemente ferito nella sparatoria, morirà due giorni dopo in ospedale |
| 6 dicembre   | a Roma, durante un controllo documenti nei pressi della piramide Cestia, un militante dei Nuclei Armati Rivoluzionari apre il fuoco contro il carabiniere Romano Radici, colpendolo a morte |
| 17 dicembre  | a Verona, un commando di brigatisti travestiti da idraulici, rapisce nella sua abitazione il generale americano della Nato, James Lee Dozier |

### 1982
| Data         | Evento |
| ------------ | --- |
| 3 gennaio    | a Rovigo, l'esplosione di un ordigno, collocato per favorire l'evasione dal carcere femminile delle terroriste di Prima Linea, Susanna Ronconi, Marina Premoli, Loredana Biancamano e Federica Meroni, provoca la morte del pensionato Angelo Furlan |
| 4 gennaio    | arrestati in via della Vite, nel centro di Roma, i brigatisti Stefano Petrella ed Ennio Di Rocco |
| 6 gennaio    | a Roma, il vice questore Nicola Simone, viene ferito gravemente in un attentato dalle Brigate Rosse |
| 9 gennaio    | a Roma, agenti della Digos irrompono nella notte in un appartamento di via Ugo Pesci e catturano Giovanni Senzani, uno dei capi delle Brigate Rosse, dopo la cattura di Moretti |
| 15 gennaio   | a Roma, il giudice istruttore Ferdinando Imposimato, dispone il rinvio a giudizio di 48 presunti brigatisti, denunciando altresì complicità straniere con le formazioni del terrorismo italiano |
| 21 gennaio   | a Monteroni d'Arbia (Siena), durante un controllo, militanti dei Comunisti Organizzati per la Liberazione Proletaria reduci da una rapina di autofinanziamento, aprono il fuoco uccidendo i carabinieri Giuseppe Savastano e Euro Tarsilli. Nel conflitto rimane ucciso anche il terrorista Lucio Di Giacomo |
| 23 gennaio   | a Verona, nell’ambito dell’inchiesta sul sequestro Dozier, la polizia arresta il presunto fiancheggiatore delle BR, Nazareno Mantovani |
| 28 gennaio   | a Padova, i Nocs, liberano il generale americano James Lee Dozier, sequestrato dalle Brigate Rosse nel dicembre del 1981. Arrestati i cinque brigatisti presenti nel covo, tra questi Antonio Savasta, uno dei capi ancora in libertà ed Emilia Libera |
| 29 gennaio   | a seguito della liberazione del generale Dozier, le forze dell’ordine irrompono in altri nove covi e arrestano altri 18 presunti brigatisti. Denunciati metodi di interrogatorio brutali da parte dei Nocs nei confronti degli arrestati |
| 1 febbraio   | a Verona, nel corso dell’inchiesta sul sequestro Dozier, viene arrestata Maria Giovanna Mussa, brigatista latitante da 2 anni |
| 9 febbraio   | a Santa Maria Capua Vetere viene assaltata l'armeria della caserma Pica da sei appartenenti alle Brigate rosse-Partito della guerriglia, che incateno i 18 militari di guardia presenti nell’edificio, impadronendosi di due mortai, due bazooka, mitragliatori e una ventina di fucili. |
| 2 marzo      | a Brescia, la Corte d’assise d’appello per la strage di piazza della Loggia, conferma le assoluzioni di primo grado e assolve anche Angelino Papa, per non aver commesso il fatto |
| 3 marzo      | a Roma, le forze dell’ordine arrestano il brigatista Germano Maccari: per gli inquirenti è lui l'ingegner Altobelli, il quarto uomo del sequestro Moro |
| 5 marzo      | a Roma, durante un conflitto a fuoco tra polizia e militanti dei Nuclei Armati Rivoluzionari, lo studente Alessandro Caravillani viene ucciso da un proiettile di rimbalzo. Nell'occasione, anche Francesca Mambro, leader dei Nar, viene ferita e arrestata nei pressi di un ospedale romano |
| 25 marzo     | a Verona, emessa la sentenza nel processo per il sequestro Dozier: 16 anni e 6 mesi di reclusione al pentito Antonio Savasta, 27 anni a Cesare Di Lenardo, 14 a Emilia Libera e Giovanni Ciucci |
| 1º aprile    | a Ottaviano (Napoli), viene ritrovato il corpo decapitato del criminologo Aldo Semerari, legato ad ambienti della destra eversiva e della malavita comune |
| 25 aprile    | a Roma, nell'aula bunker del Foro Italico, inizia il primo processo per il sequestro e l'uccisione dell'onorevole Aldo Moro e degli uomini della sua scorta |
| 27 aprile    | a Napoli, un commando delle Brigate Rosse-Partito della Guerriglia, uccide l'assessore al lavoro della Regione Campania, Raffaele Delcogliano e il suo autista Aldo Iermano |
| 2 maggio     | si apre a Roma il XV Congresso della DC, al termine del quale Ciriaco De Mita verrà eletto nuovo segretario al primo scrutinio |
| 5 maggio     | a Roma, la polizia irrompe in un appartamento in via Decio Mure, ed uccide Giorgio Vale, militante dei Nuclei Armati Rivoluzionari, nome di battaglia Il Drake |
| 6 maggio     | a Roma, militanti dei Nuclei Armati Rivoluzionari, per vendicare la morte di Vale, irrompono negli uffici della Polfer della stazione San Pietro, ferendo l'appuntato Giuseppe Rapesta. Morirà in ospedale il successivo 12 maggio |
| 24 maggio    | a Vecchiano (Pisa), in un conflitto a fuoco le forze dell'ordine, viene ucciso Umberto Catabiani, capo della colonna toscana e membro della direzione strategica delle Brigate Rosse-Pcc |
| 29 maggio    | il Parlamento approva la cosiddetta legge sui pentiti (legge 304), con la quale si intende sollecitare la dissociazione e la collaborazione degli ex terroristi con la giustizia Questa legge distingueva fra imputati, che verranno definiti dissociati, che "rendano ... piena confessione di tutti i reati commessi e si siano adoperati o si adoperino efficacemente durante il processo ad attenuare le conseguenze dannose o pericolose del reato" (art. 2) e i pentiti, ossia coloro che rendevano piena confessione di tutti i reati commessi e aiutavano l'autorità di polizia o l'autorità giudiziaria nella raccolta di prove decisive per la individuazione o la cattura di uno o più autori di reati (art.3) |
| 8 giugno     | a Roma, durante un controllo nei pressi dello stadio Flaminio, un commando dei Nuclei Armati Rivoluzionari, uccide gli agenti di Polizia Giuseppe Caretta e Franco Sammarco |
| 10 giugno    | a Roma, la Corte di cassazione annulla la sentenza d’appello per la strage di piazza Fontana e rinvia un secondo processo a Barie rinvia a nuovo giudizio per il reato di strage continuata, ossia per piazza Fontana e gli altri attentati del 12 dicembre, sia Freda e Ventura, che Valpreda, confermando solo l'assoluzione di Guido Giannettini |
| 17 giugno    | Roma: in due attentati, a distanza di poche ore, sono uccisi Nazeyk Matar palestinese giornalista corrispondente del quotidiano “Al Amba” del Kuwait e Hussein Kamal, dirigente dell'Olp |
| 18 giugno    | a Londra, il presidente del Banco Ambrosiano, Roberto Calvi, viene ritrovato impiccato sotto il ponte dei Frati Neri. Protagonista di molte vicende oscure negli anni ‘80, la sua morte, suicidio o assassinio da ignoti, è ancora oggi avvolta nel mistero |
| 24 giugno    | a Roma, militanti dei Nuclei Armati Rivoluzionari, uccidono l'agente di Polizia Antonio Galluzzo |
| 8 luglio     | a Pisa, viene assassinato per vendetta il militante neofascista Mauro Mennucci. Nel 1975, grazie alle sue rivelazioni, aveva contribuito alla cattura del terrorista Mario Tuti |
| 15 luglio    | a Napoli, un commando delle Brigate Rosse, uccide in un agguato il capo della Squadra mobile, Antonio Ammaturo e l'agente Pasquale Paola |
| 16 luglio    | a Lissone (Milano), durante una rapina di autofinanziamento in un ufficio postale, militanti di Prima Posizione uccidono il maresciallo dei Carabinieri, Valerio Renzi |
| 23 luglio    | a Milano, in uno scontro a fuoco tra forze dell’ordine e tre presunti brigatisti, viene ucciso Stefano Ferrari, militante della colonna Walter Alasia |
| 27 luglio    | nel carcere di massima sicurezza di Trani, il brigatista Ennio Di Rocco, accusato di aver collaborato con le sue rivelazioni alla cattura di Giovanni Senzani, viene assassinato da altri detenuti |
| 5 agosto     | a Bergamo, sentenza della Corte d’assise nel processo ai militanti di Prima Linea: condanne per Sergio Segio, Diego Forastieri (entrambi a 24 anni di reclusione), Michele Viscardi (12 anni), Roberto Martinelli (10 anni) e Marco Donat-Cattin (9 anni) |
| 7 agosto     | a Roma, scoperto un covo dei NAR in via Nemea, arrestati i militanti Marco Cachi, Luca Poli, Enrico Campanini e Fabrizio Cavaceppi |
| 10 agosto    | nel carcere di Novara, Pierluigi Concutelli, uccide l'estremista di destra Carmine Palladino, braccio destro di Stefano Delle Chiaie, reo di aver dato segni di disponibilità a collaborare con i giudici nelle indagini sulla strage di Bologna |
| 23 agosto    | entra in carica il secondo governo Spadolini, il quarantesimo della Repubblica Italiana, il quinto dell'VIII legislatura |
| 26 agosto    | a Salerno, un commando di quindici brigatisti, assalta una colonna di autocarri dell'Esercito per impossessarsi delle armi trasportate. Nel conflitto a fuoco con le forze dell'ordine, viene ucciso l'agente Antonio Bandiera. L'agente Mario De Marco e il caporale dell'esercito Antonio Palumbo, feriti nell'agguato, moriranno in seguito in ospedale |
| 29 agosto    | arrestato a Parigi, su mandato di cattura internazionale emesso dai giudici italiani, Oreste Scalzone, leader di Potere Operaio |
| 3 settembre  | a Palermo, uccisi dalla mafia il generale Carlo Alberto Dalla Chiesa, sua moglie Emanuela Setti Carraro e l'agente Domenico Russo |
| 17 settembre | arrestato a Lavinio (Roma) Walter Sordi, militante di punta dei Nuclei Armati Rivoluzionari, catturato assieme ai neofascisti Enrico Tomaselli e a Stefano Comune. Subito dopo l'arresto, Sordi, decide di iniziare la collaborazione con la magistratura |
| 22 settembre | a Cagliari, la Digos arresta Caterina Spano, dirigente del gruppo armato sardo di estrema sinistra, Barbagia Rossa |
| 8 ottobre    | a Remondato (Torino), nel corso di un controllo ad un posto di blocco, militanti di Potere Rosso aprono il fuoco uccidendo il vicebrigadiere dei Carabinieri, Benito Atzei |
| 9 ottobre    | Attentato alla sinagoga di Roma da parte di un commando di cinque terroristi di origine palestinese del Consiglio Rivoluzionario di al-Fatah di Abu Nidal, con spari e lanci di granate, provocanti la morte di un bimbo di 2 anni e il ferimento di 37 persone |
| 14 ottobre   | alla stazione Porta Nuova di Torino, le forze dell'ordine arrestano la brigatista Natalia Ligas, nome di battaglia di Angela |
| 21 ottobre   | a Torino, durante una rapina di autofinanziamento al Banco di Napoli, un nucleo delle Brigate Rosse-Partito della Guerriglia, prende in ostaggio e uccide le guardie giurate Sebastiano D'Alleo e Antonio Pedio |
| 28 ottobre   | a Milano, i carabinieri arrestano la terrorista di Prima Linea, Susanna Ronconi |
| 12 novembre  | a Cinisello Balsamo, Maurizio Biscaro, militante della colonna Walter Alasia, muore precipitando da un palazzo nel tentativo di sottrarsi alla cattura da parte dei carabinieri |
| 17 novembre  | a Castel Madama (Roma), agli agenti della Digos arrestano 5 presunti militanti brigatisti, tra cui Sandro Padula |
| 18 novembre  | a Milano, durante una rapina al Banco di Napoli, militanti dei Nuclei Armati Rivoluzionari, uccidono la guardia giurata Erminio Carloni |
| dicembre     | Renato Curcio e Alberto Franceschini pubblicano Gocce di sole nella città degli spettri in Corrispondenza Internazionale. |
| 1º dicembre  | entra in carica il quinto governo Fanfani, il quarantunesimo della Repubblica Italiana, il sesto ed ultimo dell'VIII legislatura. Si tratta di un quadripartito formato da Dc, Psi, Psdi e Pli |
| 2 dicembre   | arrestati a Torino i brigatisti Marcello Ghiringhelli e Teresa Scinica: entrambi avevano partecipato alla rapina al Banco di Napoli del 21 ottobre, costata la vita a due guardie giurate |
| 3 dicembre   | Giuseppina Galfo, medico del carcere di Rebibbia, è ferita gravemente da due colpi di pistola alla testa, dopo essere stata sequestrata e fotografata nel suo studio |
| 7 dicembre   | a Roma, dopo un conflitto a fuoco, i carabinieri arrestano su un autobus i brigatisti Luigi Novelli e Marina Petrella |
| 14 dicembre  | a Roma, in un covo di via delle Fornaci, viene arrestato il brigatista Maurizio Di Marzio |
| 22 dicembre  | si conclude, a Roma, la requisitoria del PM Nicolò Amato nel Processo Moro: richiesti dalla pubblica accusa, complessivamente, 34 ergastoli ed oltre 1.359 anni di reclusione per i 63 imputati |
| 27 dicembre  | a Milano, i carabinieri arrestano sei presunti terroristi appartenenti alla colonna Walter Alasia, tra cui Ivan Formenti, sindacalista della Falk e l'operaio Bernardino Pasinelli |

### 1983
| Data         | Evento |
| ------------ | --- |
| 28 gennaio   | Omicidio di Germana Stefanini, vigilatrice del Carcere di Rebibbia, sequestrata dai Nuclei per il potere del proletario armato                                                                     |
| 2 febbraio   | Omicidio di Paolo Di Nella a Roma ad opera di militanti di estrema sinistra, mentre affiggeva manifesti del Fronte della Gioventù.                                                                 |
| 14 maggio    | Strage del Cinema Eros attentato terroristico incendiario di matrice neonazista effettuato dal gruppo Ludwig nel cinema Eros Sexy Center di Milano, con 6 morti e pi di 30 feriti                  |
| 17 settembre | Uccisione di Gaetano Sava, terrorista dei (COLP) a Milano da parte delle Forze dell'ordine nel corso di una sparatoria.                                                                            |
| Dicembre     | I brigatisti detenuti Angelo Coi, Prospero Gallinari, Francesco Piccioni e Bruno Seghetti pubblicano "Politica e rivoluzione" che riflette le posizione delle "BR- Partito Comunista Combattente". |

### 1984
| Data         | Evento |
| ------------ | --- |
| 15 febbraio  | Omicidio di Leamon Hunt, responsabile logistico della forza militare multinazionale dell'ONU nel Sinai, avvenuto a Roma ad opera delle Brigate Rosse - Partito Comunista Combattente,, azione apparentemente compiuta dalla BR per avere visibilità internazionale |
| 25 maggio    | Merano: Walter Gruber e di Peter Paris, militanti della Lega patriottica sud-tirolese, muoiono per l'esplosione della bomba che stavano preparando |
| 28 settembre | Omicidio di Antonio Chichiarelli a Roma, da parte di ignoti, falsario autore del falso «comunicato n. 7» durante il sequestro Moro. |
| 14 dicembre  | Uccisione di Antonio Gustini (Brigate Rosse ala militarista) a Roma da parte delle Forze dell'ordine durante l'assalto a un portavalori, un'altra brigatista è catturata gravemente ferita, pure due guardie sono gravemente ferite.                               |
| 14 dicembre  | Uccisione a Roma di Laura Bartolini (Brigate Rosse), e una complice ferita da parte di un gioielliere durante un tentativo di rapina. |
| 14 dicembre  | Roma: Ismail Darwish, funzionario della Olp è ucciso a colpi di pistola, in un albergo. |
| 23 dicembre  | Strage del Rapido 904 a San Benedetto Val di Sambro nella Grande galleria dell'Appennino con 15 morti e 267 feriti ad opera di Giuseppe Calò (boss mafioso), Guido Cercola, Franco Di Agostino (mafiosi) e Friedrich Schaudinn (artificiere tedesco).              |
|              | |

### 1985
| Data          | Evento |
| ------------- | --- |
| 9 gennaio     | Ottavio Conte - Poliziotto ucciso dalle Brigate Rosse. |
| 13 gennaio    | Roma Magkjun Farg, addetto stampa del governo libico in Italia, viene ucciso, prima di morire risponde al fuoco ferendo un assalitore. L'uccisione è rivendicata da gruppo Al Boulkan formato da fuoriusciti libici legati ai Fratelli musulmani                                          |
| 1° marzo      | Roma ucciso l'orefice libico Mordechai Fadlum, 50 anni, era stato espulso dalla Libia negli anni 70' |
| 9 marzo       | Padova: Pietro Greco, latitante e presunto terrorista dell'area di Autonomia operaia, è ucciso dalla Digos, per aver compiuto una mossa sospetta durante il suo arresto, si scopre che era disarmato                                                                                      |
| 24 marzo      | Alessandria: i militanti dei Nar Diego Macciò ed Enrico Ferrari sono uccisi durante uno scontro a fuoco con una pattuglia della stradale, un poliziotto viene ferito |
| 27 marzo      | L'economista Ezio Tarantelli è ucciso dalle Brigate Rosse per la costruzione del Partito Comunista Combattente, nel parcheggio dell Università degli Studi di Roma "La Sapienza". |
| 19 giugno     | A Ostia Lido è catturata, dopo nove anni di clandestinità, Barbara Balzerani, brigatista storica. |
| 1° agosto     | La Corte d'Assise d'Appello di Bari, assolve sia Freda e Ventura che Valpreda dal delitto di strage per insufficienza di prove |
| 16 settembre  | Attentato al Café de Paris di via Veneto, 39 feriti con lancio bomba bombe a mano del tipo ad "ananas" (modello F1 di fabbricazione sovietica) da parte di estremista palestinese. |
| 25 settembre  | Attentato contro gli uffici della British Airways di via Bissolati a Roma, una bomba, lanciata da un giovane palestinese all'interno degli uffici, causò la morte di una dipendente e il ferimento di circa quindici persone tra impiegati e passanti                                     |
| 10-11 ottobre | Crisi di Sigonella il governo italiano si oppone al governo statunitense schierando le FFAA alla consegna a forze speciali americane di un comando di terroristi palestinesi responsabili del dirottamento della nave Achille Lauro ed uccisione di un passeggero.                        |
| 27 dicembre   | attentato di Fiumicino del 1985 attacco terroristico del gruppo estremista palestinese di Abu Nidal, causa la morte di 13 persone, e di tre terroristi.; contemporaneamente viene attaccato anche l'aeroporto di Vienna, dove si contarono tre morti tra i civili ed uno tra i terroristi |

### 1986
| Data           | Evento |
| -------------- | --- |
| 9 gennaio      | Roma: Dopo aver scontato nove anni di carcerazione preventiva Giuliano Naria torna in libertà per decorrenza dei termini di carcerazione preventiva, dall'autunno '85 era agli arresti domiciliari presso la casa paterna di Garlenda (Savona), |
| 27 gennaio     | Università di Calabria: il consiglio della facoltà di Scienze Matematiche, Fisiche e Naturali da parere favorevole per una cattedra di professore associato a Franco Piperno, che aveva presentato la documentazione richiesta per il concorso dal Canada, dove era latitante per sfuggire all'arresto ordinato dalla magistratura italiana |
| 30 gennaio     | Padova: Toni Negri (latitante a Parigi) e altri responsabili di Autonomia sono assolti con formula piena nel processo sul "teorema Calogero" |
| Febbraio       | Roma il presidente Francesco Cossiga concede la grazia a Marco Pisetta, brigatista del nucleo storico, arrestato nel 1972 e divenuto subito un collaboratore di giustizia |
| 6 febbraio     | Bologna: Emessa sentenza di ergastolo per Valerio Fioravanti, Francesca Mambro e Gilberto Cavallini dalla Corte d'Assise d'Appello per l'omicidio del giudice Mario Amato. |
| 10 febbraio    | Le Brigate Rosse uccidono Lando Conti sindaco di Firenze dal 1984 al 1985 accusandolo di essere uno stretto collaboratore del «ministro della guerra» Spadolini e per la partecipazione attiva a una società, fondata dal padre, che si occupava di sistemi radar giudicata industria bellica |
| 11-12 febbraio | Roma, carcere Regina Coeli, in una cella d'isolamento Marco Sanna, anarchico, è ritrovato impiccato, era detenuto per presunti oltraggi ad un agente |
| 15 febbraio    | Roma: con l'applicazione delle nuove norme sulla custodia cautelare 267 terroristi di sinistra e 85 terroristi neri che attendono il verdetto della Suprema Corte ottengono gli arresti domiciliari o la libertà provvisoria. |
| 16 febbraio    | Roma: Abdel Halim Mahamud Reda egiziano con residenza in Italia e proprietario di una radio privata in lingua araba viene ferito da nove colpi di pistola, Reda riesce ad estrarre la sua Smith-Wesson e a rispondere al fuoco, sparando cinque colpi contro gli assalitori |
| 17 febbraio    | Napoli: Luciano Lauretti, vicebrigadiere dei carabinieri sezione antiterrorismo, mentre sta pedinando un fiancheggiatore delle BR viene gravemente ferito, con 4 colpi di pistola, da un complice del pedinato, vicino alla base NATO |
| 17 febbraio    | Roma: la Corte di cassazione annulla la condanna a 2 anni e 6 mesi inflitta dalla Corte d’appello a Walter Vecellio ex direttore e Vincenzo Sparagna giornalista del giornale satirico "Il Male" |
| 18 febbraio    | Carcere di Rebibbia, 18 ex terroristi rossi e neri, ora dell'"area omogenea" della dissociazione, inviano ai giornali una lettera aperta dal titolo "Contro il terrorismo e ogni forma di violenza politica". Tra i firmatari Alberto Franceschini, capo storico delle Br, e alcuni ex leaders delle UCC, due ex NAR. |
| 20 febbraio    | Roma. concluso il processo in Corte d'Assise contro 16 persone accusate di aver fatto partedelle "Formazioni armate comuniste" (FARC). Condanna di 10 anni a Valerio Morucci, 8 a Adriana Faranda, 1 ad Antonio Savasta, che ha usufruito degli sconti di pena previsti per i "pentiti". |
| 21 febbraio    | Roma: L'Unione dei Comunisti Combattenti tende un agguato ad Antonia Da Empoli, consigliere economico di Craxi, che rimane solo ferito, nel conflitto a fuoco che ne segue è uccisa la terrorista Wilma Monaco |
| 23 febbraio    | Milano: Luca Rossi militante di Democrazia proletaria è ucciso dalla polizia, durante un’operazione di ordine pubblico per fermare un’auto in fuga con spari in aria o verso terra ‘rimbalzati’ per casualità. Ricostruzione contrastata DP portando testimonianze oculari di spari ad altezza d'uomo. |
| 24 febbraio    | Roma. Il giudice istruttore Rosario Priore conclude con 180 mandati di comparizione la lunga inchiesta su Autonomia operaia romana, facente capo alla sede di via dei Volsci. Tra gli intestatari dei mandati vi sono i nomi di alcuni dei più importanti capicolonna delle BR romane, arrivati dalla militanza in Autonomia e "capi storici" di via dei Volsci come Daniele Pifano |
| 28 febbraio    | Alessandria: in segreto esce dal carcere Patrizio Peci posto in libertà condizionata per il suo contributo alla lotta contro il terrorismo |
| 8 marzo        | Bergamo: esce dal carcere il terrorista di Prima Linea Michele Viscardi, ora pentito, dopo essere stato condannato a trentatré a come responsabile di otto omicidi |
| 8 marzo        | Brindisi: Franco freda ottiene la semi-libertà |
| 19 marzo       | Milano: al termine del processo "Rosso-bis" Toni Negri, latitante a Parigi, è condannato a 10 anni di carcere, fra gli imputati assolti Jacopo Fo |
| 15 aprile      | Bologna. I carabinieri arrestano sei esponenti del "Coordinamento proletario territoriale" (Autonmia), su mandato dì cattura, per associazione sovversiva, del giudice istruttore di Venezia Carlo Mastelloni. |
| 2 maggio       | Volo TWA Roma - Atene: circa 20 minuti prima dell'atterraggio esplode una bomba a bordo, aprendo un buco nel lato di dritta. Quattro passeggeri morirono nell'esplosione e 7 rimasero feriti da schegge volanti. Attentato rivendicato da Cellule Rivoluzionarie Arabe |
| 10 maggio      | Torino: si conclude il processo d'Appello contro 104 terroristi e fiancheggiatori di Prima linea. Confermati gli ergastoli per Maurice Bignami, Bruno Laronga, Susanna Ronconi, SergioSegio, Silveria Russo, Roberto Rosso. |
| 12 maggio      | Roma. Con 4 ergastoli si conclude in Cassazione il processo ai brigatisti torinesi responsabili dell'assassinio delle guardie giurate Antonio Pedio e Sebastiano D'Aleo. |
| 23 maggio      | Roma, i brigatisti Francesco Donati, Carlo Garavaglia e Barbara Fabrizi sono condannati all'ergastolo dalla Corte d’assise per l’uccisione della vigilatrice carceraria Germana Stefanini ed altri reati. |
| 29 maggio      | Roma: inizia il processo d'appello, per il "rogo di Primavalle", i 3 imputati, estremisti di sinistra, sono latitanti: Achille Lollo in Angola, Manlio Grillo e Marino Clavo in nazioni dalle quali non è possibile ottenere l'estradizione. |
| 2 giugno       | Napoli, concluso il processo alla colonna napoletana delle BR presso la Corte d’assise: ergastolo a Giovanni Senzani, Mario Moretti, Barbara Balzerani, Natalia Ligas, Vittorio Bolognese, Diego Novelli, Annamaria Cotone, Davide Fadda, Marcello Ghiringhelli, Teresa Scinica, Stefano Scarabello, Caterina Spano |
| 5 giugno       | Roma: Negata dalla Camera dei deputati l'autorizzazione a procedere nei confronti del parlamentare PSDI Salvatore Genova, accusato di aver partecipato o autorizzato, come commissario di Ps, le torture inflitte a Cesare Di Lenardo ed altri brigatisti arrestati il 28 gennaio 1982, nel corso delle indagini sul sequestro del generale americano James Lee Dozier. |
| 12 giugno      | Roma: sventata una rapina ad un orefice da parte di 4 elementi neofascisti per autofinanziamento gruppo eversivo |
| 16 luglio      | Roma: Nell'aula bunker del carcere di Rebibbia inizia il processo Moro ter, con 174 imputati, tra questi: Renato Curcio, Barbara Balzerani, Mario Moretti, Prospero Gallinari, Giovanni Senzani e Natalia Ligas. 12 imputati, tra cui Lanfranco Pace e i coniugi Alessio Casimirri e Rita Algranati sono latitanti, in maggior parte in Francia. |
| 26 giugno      | Napoli. Alcuni quotidiani (tra cui La Repubblica e Il Mattino) pubblicano la notizia che il Sostituto Procuratore della Repubblica di Napoli Olindo Ferrone, un magistrato che seguiva le più delicate inchieste sul terrorismo e in particolare sulla strage di Natale del rapido 904, ha avuto una "love story con una brigatista rossa conosciuta da Ferrone nel corso di alcuni interrogatori. La vicenda fu scoperta dal giudice fiorentino Pier Luigi Vigna |
| 2 luglio       | Aeroporto di Fiumicino: Arrestato il palestinese, Mohamed Ali Mamdan, presunto maggiore del'OLP, ricercato dalla magistratura inglese per un attentato a Londra del 3 giugno 1985. Presenta una carta d'identità italiana falsificata, proveniente da uno stock, sequestrato a Pippo Calò, il cassiere della mafia, originariamente rubato a Latina. Documenti da questo stock furono rinvenuti anche in Belgio, il 28 dicembre 1985, in mano a un pregiudicato e a due palestinesi, fermati per detenzione d'esplosivo. |
| 10 luglio      | Genova emessa sentenza per il sequestro della Achille Lauro e omicidio dell'ebreo americano Leon Klinghoffer: Magied Al Molqi (presente al processo), capo del commando pirata e omicda 30 anni, ergastolo agli ideatori e organizzatori del sequestro: Abu Abbas, capo del FLP, Ozzudin Badraktan e Ziad El Ornar tutti latitanti |
| 12 luglio      | Bonn (Germania). Un'agenzia giornalistica diffonde un documento della RAF, intitolato "Gemeinsam kämpfen. Für eine antimperialistische Front in Westeuropa (Lottare insieme. Fronte antimperialistico in Europa occidentale)", di 22 pagine contenente anche alcuni testi delle BR italiane |
| 13 luglio      | Roma rapina, in stile militare, ad un veicolo portavalori con un bottino di circa un miliardo di lire, c'è il sospetto che si tratti di autofinanziamento della riorganizzata colonna romana delle BR |
| 20 settembre   | Ancona, terminato il processo ai brigatisti accusati del sequestro e dell'omicidio di Roberto Peci. Ergastolo per Giovanni Senzani e Stefano Petrella, 24 anni e 6 mesi al dissociato Massimo Gidoni, 25 anni a Natalia Ligas e Susanna Berardi, condanna minore a 15 anni per il pentito Roberto Buzzati |
| 23 settembre   | Novara evasione dall'ospedale della città, dove erano ricoverati a causa di uno sciopero della fame, dei brigatisti Calogero Diana e Giuseppe Di Cecco, responsabili di gravi delitti, incluso l'omicidio del vice questore di Biella Francesco Cusano. Saranno catturati in dicembre |
| 3 ottobre      | Roma è diffuso un messaggio da Parigi, firmato da 26 latitanti all'estero, tra cui Toni Negri, inviato a Craxi in qualità di presidente del Consiglio, con la richiesta che la legge sui dissociati includa anche «uno strumento di verifica della dissociazione per chi, imputato o condannato per reati di terrorismo, si sia rifugiato all'estero in epoca precedente o successiva al mandato di cattura'. Ossia i latitanti che intendono diventare dissociati, in tal modo, eviterebbero il rischio di arresto. Sul contenuto della richiesta non concordano tutti i circa 300 latitanti italiani a Parigi. Oreste Scalzone chiede «una soluzione generalizzata come l'amnistia, non soluzioni parziali "ad personam" o a favore di piccoli gruppi. |
| 2 novembre     | A Roma sono arrestati 4 sospettati di far parte della Unione dei Comunisti Combattenti, un quinto è arrestato a Torino. È anche segnalata la presenza di elementi della RAF in Liguria nel mese di ottobre |
| 3 novembre     | Roma i legali di un folto gruppo di detenuti associabili al nucleo storico brigatista si appellano alla Corte Costituzionale contro l'ergastolo affermando che la condanna al carcere a vita sia contraria alla Costituzione non permettendo la riabilitazione del condannato. Il giorno seguente, la prima sezione della Corte di Cassazione, presieduta da Corrado Carnevale, riafferma che la legittimità della pena dell'ergastolo nella sentenza di riesame del processo ai crimini della colonna "Walter Alasia". |
| 5-6 novembre   | Camera e Senato allungano i termini di tempo della carcerazione preventiva per reati mafiosi e politici |
| 8 novembre     | Milano: terminato il processo avente imputati i terroristi neri dei NAR ed elementi della malavita associati nel duplice omicidio del pizzaiolo Cosimo Todari e della sua compagna Marie Paxou, assassinati nell'autunno 1980 per un regolamento di conti. Ergastolo al terrorista Pasquale Belsito e trentanove anni al malavitoso Mauro Addis, Otto anni a Giusva Fioravanti e Francesca Mambro, nove a Gilberto Cavallini, quindici a Stefano Soderini. |
| 23 novembre    | Roma carcere di Rebibbia l'estremista neofascista Gianluigi Esposito e il criminale franco-tunisino Andrè Bellaiche evadono con un elicottero che i loro complici hanno sequestrato all'ospedale San Camillo e quindi costretto il pilota a volare e atterrare nel cortile del carcere. |
| 25 novembre    | Genova la Corte di Assise applicando l'articolo l della legge antiterrorismo del l982, che prevede la non punibilità di ex terroristi a certe condizioni, giudica non punibili cinque ex brigatisti accusati di organizzazione e partecipazione a banda armata, |
| 27 novembre    | Cuneo Il Tribunale di Cuneo condanna sei terroristi rossi, che hanno strangolato Giorgio Soldati, il 1O dicembre 1981, nel refettorio del supercarcere di Cuneo, ex membro di PL che non aveva retto agli interrogatori di polizia fornendo informazioni utili alle indagini. Sono condannati a ventuno anni Giorgio Semeria e Vittorio Alfieri, omicidi confessi; a ventitré anni Carlo Bersini, Claudio Piunti, Salvatore Ricciardi, Mario Fracasso |
| 9 dicembre     | L'autista del generale Giorgieri riesce a far sfuggire la vettura da un agguato ad opera di due persone in motocicletta |
| 18 dicembre    | Bologna, la Corte d'Appello emette la sentenza per la strage dell'ltalicus, comminando l'ergstolo a Mario Tuti e Luciano Franci, che erano stati assolti per insufficienza di prove in primo grado di giudizio. |

### 1987
| Data             | Evento |
| ---------------- | --- |
| 12 gennaio       | A Linate è arrestato dopo l'atterraggi con volo proveniente da Ginevra il libanese Bachir Khodr Nemr Taleb, trovato in possesso di 10,5 kg di esplosivo |
| 14 gennaio       | Roma: la Cassazione annulla la sentenza di condanna degli agenti dei Nocs, responsabili delle torture inflitte ai brigatisti arrestati nel gennaio 1982 durante le indagini legate al sequestro Dozier, essendo il reato estinto per amnistia. |
| 22 gennaio       | A Roma, dopo una sparatoria i carabinieri arrestano, dopo una sparatoria, Geraldina Colotti, ferita gravemente, Paolo Cassetta e Fabrizio Melorio sospettati di appartenere alle BR-Unità Comuniste Combattenti |
| 27 gennaio       | la Cassazione conferma la sentenza assolutoria di Bari sia nei confronti di Freda e Ventura che di Valpreda. Con questa sentenza non saranno più processabili peril reato di strage in virtù del principio “ne bis in idem” |
| 4 febbraio       | Sciopero nazionale degli avvocati penalisti contro la legge Mancino-Violante in corso di approvazione, che tra le varie cose cambia i termini della custodia cautelare, giudicata figlia di una emergenza che non esiste più |
| 14 febbraio      | Strage di via Prati di Papa due poliziotti Rolando Lanari e Giuseppe Scravaglieri sono uccisi da appartenenti al Partito Comunista Combattente durante una rapina a Roma |
| 18 febbraio      | Entra in vigore la legge 18 febbraio 1987, n. 34 che prevede benefici di legge per i "dissociati" dalla lotta armata, che stabiliva benefici per coloro che abbandonavano la lotta armata senza collaborare attivamente con la giustizia, distinguendosi dai pentiti. La sua approvazione avvenuta con la sola astensione del Partito radicale e Democrazia proletaria farà scarcerare 102 dissociati.                                                                                                |
| 20 febbraio      | I maggiori quotidiani italiani pubblicano l'appello "Compagno assassino non uccidere" con firma bipartisan di 10 dissociati di destra e di sinistra: Maurice Bignami, Sergio D’Elia, Ciro Longo, Nando Cesaroni, Salvatore Palmieri di Prima linea; Luca Frassinetti delle Colp; Rocco Martino di Azione rivoluzionaria; Vincenzo De Stefano delle Brigate rosse; Mario Rossi e Livio Lai dei Nar |
| 16 marzo         | La rivista "Autonomia - settimanale politico comunista" pubblica il testo completo di una lettera firmata da 4 brigatisti storici: Mario Moretti, Renato Curcio, Maurizio Iannelli, Piero Bertolazzi. In questa lettera, di cui alcuni brani erano già stati diffusi a partire dal 12 febbraio sulla stampa italiana, i firmatari chiedono di chiudere la pagina della lotta armata, giudicata "esperienza irrepetibile", liberando i prigionieri politici senza distinguere fra ‘buoni’ e ‘cattivi’. |
| 20 marzo         | Licio Giorgieri, Generale dell'Aeronautica Militare, è ucciso in un agguato da membri delle Brigate Rosse - Unione Comunisti Combattenti la rivendicazione dell'omicidio afferma che è stato «giustiziato il massimo responsabile della costruzione di armi ed armamenti aeronautici e spaziali» |
| 23 marzo         | Milano: inizia il processo per l'assassinio di Sergio Ramelli, la cui famiglia ha come avvocato Ignazio La Russa |
| 23 marzo         | Mestre: inizia il processo per la Strage di Peteano |
| 31 marzo         | Grosseto: il maresciallo dell'aeronautica militare Mario Alberto Dettori viene trovato impiccato a un albero in riva al fiume Ombrone. Morte sospetta poiché la sera della Nel 1980 era controllore di difesa aerea a Poggio Ballone e secondo indiscrezioni avrebbe visto qualcosa dai radar. |
| 21 Aprile        | Roma: carcere di Rebibbia è sventata un'evasione organizzata da 5 militanti delle BR e Nap, Prospero Gallinari, Bruno Seghetti, Francesco Piccioni, Domenico Delli Veneri e Francesco Lo Bianco, che, per fuggire, avevano scavato un tunnel sotto le celle |
| 25 aprile        | Flaminio Piccoli in una intervista al Corriere della Sera rivela che da un anno esponenti e intermediari della DC hanno contatti con alcuni brigatisti incarcerati assieme a "religiosi che avvicinano i capi BR per la loro funzione di apostolato" |
| 1° Maggio        | Roma, carcere di Regina Coeli: poche ore dopo l’arresto con l'accusa di partecipazione al duplice omicidio di via Acca Larentia, il militante delle Br Mario Scrocca è rinvenuto impiccato in una cella di isolamento, l'interpretazione che si tratti di un suicidio presenta molti aspetti oscuri |
| 11 maggio        | Vasta operazione di polizia su tutto il territorio nazionale contro l'area di Autonomia, nuove BR e UCC, con decine di perquisizioni a Napoli, Roma, Venezia, Firenze, Pisa, La Spezia. 10 arresti e una ventina di persone fermate. |
| 11 maggio        | 7 detenuti brigatisti (Maurice Bignami, Maria Teresa Conti, Sergio D'Elia, Ciro Longo, Luca Frassineti, Rocco Martino e Salvatore Palmeri iscrittisi al PR) pubblicano una lettera sul Manifesto con cui chiedono a Curcio e Moretti «un gesto simbolico, gratuito, ma anche concreto [...] una dichiarazione pubblica di scioglimento della banda armata Brigate rosse». |
| 16 maggio        | Roma: processo Moro ter: Pace e Piperno, leader di Autonomia operaia latitanti, sono assolti dall'accusa di concorso nel sequestro e omicidio Morotuttavia condannati per associazione sovversiva |
| 16 Maggio        | Milano: processo Ramelli termine con condanne per gli imputati per l’omicidio qualificato come ‘preterintenzionale’: Marco Costa a 15 anni e 6 mesi di reclusione, Ferrari Bravo a 15 anni, Claudio Colosio a 15, Antonio Belpiede a 13, Brunella Colombelli a 12; 11 anni sono inflitti a Franco Castelli, Luigi Montinari, Claudio Scazza. |
| 23 maggio        | Brescia: termina il processo per la strage di piazza della Loggia con la assoluzione per insufficienza di prove di Cesare Ferri, Sergio Latini e Alessandro Stepanoff |
| 27 maggio        | Firenze: con l'applicazione delle leggi sui dissociati nel processo di appello contro la colonna toscana di Prima linea, sono ridotte le condanne da 30 anni di carcere a 18 anni per Sergio Segio, 6 anni per Susanna Ronconi. |
| 8 giugno         | Roma Concluso il processo d'appello contro militanti e esponenti di Autonomia operaia, con una riduzione delle condanne per Toni Negri, Oreste Scalzone (latitanti in Francia) e assolti dall'accusa di concorso nel sequestro Saronio. |
| 9 giugno         | Roma: un'autobomba esplode vicino l'ambasciata americana e due colpi di bazooka sono esplosi contro l'ambasciata inglese, probabilmente ad opera dei terroristi dell'Armata rossa giapponese |
| 11 giugno        | Torino: La polizia sorprende e arresta a bordo di un'auto il latitante Francesco Canonico, 29 anni, condannato in contumacia nell '85 a dodici anni per "banda armata denominata Colp" (Comunisti organizzati per la liberazione del proletariato) e di Vincenzo Mecca, 36, un pregiudicato sotto l'abitazione del medico Remo Urbani, direttore del centro clinico del carcere, probabilmente in agguato per un'aggressione al medico.                                                               |
| 18 giugno        | Roma: nell'ambito delle indagini sulla colonna romana delle BR scoperto un covo dove vengono sequestrate armi e documenti earrestato Maurizio Fallane, incensurato, dipendente del ministero degli Interni e autista del Prefetto Torri. |
| 26 giugno        | Roma: Due militanti dei "Comitati Rivoluzionari Libici" uccidono a Roma il dissidente libico Youssef Krebesh, che era stato direttore del "Fronte libico" in Egitto. |
| 25 luglio        | Venezia concluso il processo per la strage di Peteano con la condanna all’ergastolo di Vincenzo Vinciguerra e Carlo Cicuttini. |
| 25 agosto        | Carcere di Porto Azzurro (Isola d'Elba). Rivolta di sei detenuti, armati di pistole e coltelli e guidati dal neofascista Mario Tuti, prendono in ostaggio 35 persone, tra queste il direttore del carcere e 17 agenti di custodia. I rivoltosi barricati nell'infermeria chiedono un elicottero con almeno otto posti. |
| 1 settembre      | Carcere di Porto Azzurro (Isola d'Elba) termina la rivolta, grazie anche alla mediazione di Amnesty International. |
| 25 settembre     | La prima sezione penale della Corte di Cassazione conferma l'assoluzione per insufficienza di prove ai tre imputati per la strage di piazza della Loggia a Brescia |
| 2 Ottobre        | In una intervista al Gr1, Flaminio Piccoli esprime disponibilità per la grazia a Renato Curcio, come provvedimento ad personam, escludendo un provvedimento generalizzato. Affermando che è assurdo che Curcio, che non ha commesso fatti di sangue, debba scontare l'ergastolo. |
| 6 novembre       | Isola di San Domino (Isole Tremiti) lo svizzero Jean-Louis Nater muore dilaniato dalla bomba che stava installando sul radiofaro della, il fallito attentato sembra legato alle minacce di Ghedaffi |
| 3 dicembre       | Livorno: il Tribunale condanna i detenuti che avevano organizzato la rivolta dal carcere di Porto Azzurro a pene varianti dai 12 ai 14 anni di carcere concedendo tutte le attenuanti. |
| 4 dicembre       | Roma: complessa operazione antiterrorismo preventivo, incarcerato un intero gruppo eversivo, formato da cinque "veterani" brigatisti e da tre giovani leve incensurate (6 uomini e 2 donne) pronto ad essere operativo, Il gruppo, pur muovendosi nell'area della "seconda posizione" delle Br, non si era ancora dato un nome. |
| 16 dicembre      | Roma processo Italicus La Corte di cassazione annulla le condanne all'ergastolo per Mario Tuti e Luciano Franci in relazione alla strage perché il testimone che li ha accusati è stato ritenuto inattendibile, non avendo fornito "prove oggettive". |
| 16 dicembre 1988 | Carcere di massima sicurezza di Fossombrone: evasione del brigatista Giuseppe di Cecco (colonna comandata da Patrizio Peci) assieme al delinquente comune Felice Maniero |

### 1988
| Data       | Evento |
| ---------- | --- |
| 17 gennaio | Roma Arrestato, al suo arrivo dal Canada, Franco Piperno, ex leader di Potere Operaio, giunto in Italia per costituirsi, tradotto a Rebibbia avendo da scontare scontare una condanna di dieci anni per associazione sovversiva. |
| 23 gennaio | Roma, la brigatista Natalia Ligas, detenuta a Rebibbia, consegna ai giornalisti un documento che accusa Renato Curcio e Mario Moretti, indicati come "da anni estranei al movimento rivoluzionario", "di voler trattare la resa delle Br per produrla come merce di scambio e potersi riciclare all’esterno" |
| 25 gennaio | Cormano (Milano): ex militanti di Prima linea compiono una rapina nella locale banca, bottino di 40 milioni di lire. Saranno tutti arrestati. |
| 27 gennaio | Roma i carabinieri comunicano la cattura del brigatista Antonio Fosso, nome di battaglia "Cobra" e latitante da 6 anni, avvenuto qualche giorno prima nel quartiere Ardeatino. La notizia dell'arestato, inizialmente tenuta segreta dai carabinieri è stata inizialmente rivelata alla stampa da brigatisti detenuti |
| 27 gennaio | Milano il Corriere della Sera pubblica in prima pagina una intervista al giudice Armando Spataro, che afferma che la campagna BR per il "perdonismo" in realtà sia un loro piano delle Br per ottenere la scarcerazione di terroristi detenuti in preparazione di una ripresa vigorosa della lotta armata. Secondo Spataro ci sono documenti che mostrano come costoro tentino il coinvolgimento di esponenti dei partiti politici per esserne sponsorizzati, e forzare le scelte dello Stato, |
| 27 gennaio | Dalla stampa viene rivelata l'esistenza di un documento BR interno, firmato da Cassetta, Gallinari, Piccioni, Lo Bianco e Bruno Seghetti, in tra l'altro si afferma: "oggi ci troviamo a dover esaminare anche l'eventualità dell'amnistia perché oggi questo è un problema politico sul tappeto ed intendiamo farlo da comunisti, secondo principi e calcolo politico-" |
| 21 marzo   | Durante una pausa del processo Moro Ter, i leader storici delle Brigate Rosse Renato Curcio, Mario Moretti e Barbara Balzerani intervistati da Ennio Remondino del TG1 affermano «Noi valutiamo che il ciclo sociale di lotte entro il quale sono nate le Br sia sostanzialmente esaurito» |
| 14 aprile  | a Napoli una potente autobomba, nascosta in una Ford Fiesta, esplose davanti al circolo ricreativo militare statunitense USO causando la morte di cinque persone (quattro civili italiani e una militare statunitense) e il ferimento di altre quindici. L'attentato, rivendicato inizialmente da gruppi arabi, fu compiuto da membri dell'Armata Rossa Giapponese come rappresaglia nel secondo anniversario del bombardamento statunitense della Libia del 1986                              |
| 16 aprile  | Roberto Ruffilli, politico e docente universitario è ucciso a Forlì da due appartenenti alle Brigate Rosse-Partito comunista combattente |
| 28 luglio  | A seguito della confessione di Leonardo Marino, sono arrestati Ovidio Bompressi, Adriano Sofri e Giorgio Pietrostefani, per l'omicidio di Luigi Calabresi. |

### 1989
| Data        | Evento |
| ----------- | --- |
| 24 febbraio | Barcellona (Spagna). Sono arrestati tre brigatisti: Gabriella Becani, Marinella Ambretri e Stefano DeMontis, su indicazione dell'Interpol. Si tratterebbe di brigatisti, latitanti dal novembre 1983 r che agivano in Toscana fra il 1982 e 1'83 |
| 2 marzo     | Milano processo d'appello Ramelli: imputazione trasformata in ‘omicidio volontario’ ma ridotte le pene: 11 anni e 4 mesi per Marco Costa, 10 anni e 10 mesi per Giuseppe Ferrari Bravo, 6 anni e 3 mesi per Franco Castelli, Luigi Montinari, Claudio Scazza. |
| 23 marzo    | Barcellona (Spagna) Giorgio Frau e Anna Maria Salvucci, esponenti delle Brigate rosse sono stati arrestati dopo una rapina ad una banca banca catalana. Frau era ricercato dall'Interpol dal 1984 |
| 7 aprile    | Parigi a dieci anni esatti dall'azione giudiziaria detta “7 Aprile” si tiene una festa commemorativa ironica e provocatoria, con danze, champagne e discorsi, organizzata da alcuni dei protagonisti di quella stagione, molti dei quali ancora in esilio: vi parteciparono circa 250 persone, tra cui Toni Negri |
| 10 aprile   | Roma durante il processo alle Br,viene letto un documento, sottoscritto da Francesco Piccioni, Prospero Gallinari, Renato Arreni, Laura Braghetti, Francesco Lo Bianco, Remo Pancelli e Bruno Seghetti, in cui si dichiara che "fu lo Stato a dichiarare guerra. Non è forse la strage di piazza Fontana il primo anello di quella concatenazione di cause ed effetti che si può definire ‘guerra civile’ degli anni Settanta?" |
| 11 aprile   | Roma: su "Il Manifesto", Rossana Rossanda entro l'articolo "Un segnale importante", chiede la concessione di un indulto affermando che è giunto il momento di assumere provvedimenti di clemenza per quanti, militanti di sinistra, non hanno commesso reati di sangue. Il giorno successivo Ugo La Malfa e Luciano Violante si dichiarano contrari alla concessione di un provvedimento di clemenza per i detenuti politici. |
| 15 aprile   | Bergamo concessa la semilibertà a Corrado Alunni, ex brigatista rosso, dissociato, che viene assunto dalle Acli come archivista. |
| 28 aprile   | A Milano, è presentato il libro "Eravamo terroristi", edizioni Paoline, prefazione del giudice Antonio Spataro, che raccoglie lettere scritte dal carcere, offrendo una riflessione personale e politica sulla militanza armata, la detenzione e il senso di quella stagione |
| 22 maggio   | Madrid, arrestati Salvatore De Carlo e Guglielmo Prato, brigatisti evasi nel settembre 1987, dopo un permesso premio |
| 23 maggio   | Roma, i carabinieri arrestano Franco Cancelli, militante di Guerriglia comunista, evaso dal carcere di Rebibbia dopo un permesso. |
| 20 giugno   | Roma, durante il processo per l'omicidio del generale Licio Giorgeri, gli imputati, militanti dell'Ucc, Paolo Cassetta, Geraldina Collotti, Claudia Gioia, Maurizio Locusta, Francesco Maietta e Fabrizio Melorio diramano un documento in cui scrivono: "Basta con l’opposizione armata, abbiamo avviato un passaggio sul terreno della lotta politica" . |
| 21 giugno   | Roma, una delegazione parlamentare composta da Emilio Vesce, Franco Russo, Giacomo Mancini, Giuseppe Vacca, incontra i brigatisti detenuti a Rebibbia: Renato Curcio, Luigi Novelli, Marcello Capuano, Maurizio Iannelli, Stefano Petrella e Toni Marini. |
| 24 giugno   | Roma, i parlamentari Marco Boato, Franco Russo, Bianca Guidetti Serra, Pierluigi Onorato ed Emilio Vesce annunciano una proposta di legge per un indulto dei detenuti per reati commessi ‘con finalità di terrorismo’; ai proponenti si associano Ferdinando Imposimato, Giacomo Mancini, Flaminio Piccoli, Maria Fida Moro, Mariella Gramaglia, Enzo Tiezzi, Gianni Lantzinger, Massimo Scalia e Franco Corleone. Questa prevede la conversione dell'ergastolo in una pena di 21 anni e il dimezzamento di tutte le altre. Secondo Vesce, i detenuti interessati sarebbero solo 464, dei quali 86 vanno in permesso, 48 sono ammessi al lavoro esterno e 76 alla semilibertà: tutti, ovviamente, si sarebbero mostrati ravveduti .                                              |
| 3 luglio    | Parigi: Antonio Negri e Andrea Morelli, a nome della ‘Associazione 21° secolo’ che raccoglie i rifugiati politici in Francia, annunciano alla stampa di aver inviato una lettera al presidente della repubblica Cossiga chiedendo la concessione di un'amnistia "per tutti i reati commessi durante gli anni di piombo" |
| 6 luglio    | A Roma, 52 senatori democristiani firmano un documento affermando la loro contrarietà alla concessione di un indulto ai detenuti politici. Primi firmatari, Leopoldo Elia, Aliverti, Francesco Mazzola. In un'intervista concessa al quotidiano "Il Giornale", anche Maurizio Puddu, presidente dell’Associazione familiari delle vittime del terrorismo, si dichiara fermamente contrario alla concessione di un indulto ai detenuti politici e, inoltre, afferma: "La favola del Curcio buono deve finire. Se non ha ammazzato, è solo perché non è riuscito ad ammazzare. Ma è il padre delle Brigate rosse. Quando rapirono e uccisero Moro, lui sghignazzava dietro le sbarre. Vada a rivedere le fotografie sui giornali, l’onorevole Piccoli. Io le ho conservate tutte". |
| 13 luglio   | A Roma, con la sentenza nr.396/89 la Corte costituzionale impone l'estensione anche ai ‘pentiti’ dei benefici concessi ai ‘dissociati’, motivando che la "sconfitta operativa dell’eversione è maturata per la maggior parte attraverso le informazioni fornite dai pentiti ai sensi della legge nr.304/1982; è dunque ingiusto non accordare anche a costoro tutte le riduzioni di pena previste per la successiva legge nr.35/1987 per i dissociati, i quali contro l’eversione si sono limitati a rendere dichiarazioni di principio.." |
| 16 agosto   | Milano, la polizia sgombera centro sociale ‘Leoncavallo’, in accordo alla richiesta dalla immobiliare proprietaria dell’edificio occupato . |

## Eventi dopo periodo e conseguenti ad esso

### 1991
| Data       | Evento |
| ---------- | --- |
| 9 dicembre | Venezia, la Corte di appello condanna per l’uccisione di Graziano Giralucci e Giuseppe Mazzola, avvenuta a Padova il 17 giugno 1974, i brigatisti rei confessi Roberto Ognibene, Susanna Ronconi, Giorgio Semeria, Martino Serafini ed inoltre, per concorso morale, Renato Curcio, Mario Moretti e Alberto Franceschini. |

### 1992
| Data     | Evento |
| -------- | --- |
| 9 aprile | La Corte di cassazione respinge come inammissibile la richiesta, basata sui permessi premiali della legge Gozzini, presentata dai brigatisti Vincenzo Guagliardo e Nadia Ponti di poter convivere insieme, all'interno della stessa cella, per 45 giorni all'anno. |

### 1993
| Data       | Evento |  |
| ---------- | --- |  |
| 17 ottobre | Valerio Morucci racconta a Giampiero Mughini, in un articolo pubblicato su Panorama che all'agguato di via Fani parteciparono 9 brigatisti, e non 7 come precedentemente noto, fra cui Rita Algranati per segnalare l'arrivo dell'auto di Moro. |  |
| 22 ottobre | Il magistrato Ferdinando Imposimato, dichiara al "Corriere della Sera" sul caso Moro:"…Uno dei dubbi investigativi che mi sono rimasti riguarda poi un documento dei servizi segreti francesi che ci fu mostrato a Parigi, dove eravamo andati a indagare, insieme a Priore, sull'Hyperion, la scuola di lingue che fungeva da base all’estremismo di sinistra, e sui contatti delle BR con il terrorismo internazionale per procurarsi armi. Il documento era del febbraio ’78. Si parlava di una riunione che le Br avevano tenuto prima a Parigi e poi a Roma, dove si era decisa una importante azione terroristica: o un attentato o un sequestro. Chiedemmo di acquisire il documento ma ci venne opposto un cortese ma fermo rifiuto. Quello era un documento di uso interno". |  |

### 1996
| Data        | Evento |
| ----------- | --- |
| 15 novembre | Strasburgo, la Corte europea dei diritti dell'uomo accoglie il ricorso presentato dai brigatisti Calogero Diana e Massimo Domenichini contro le autorità penitenziarie italiane che hanno, per anni, sottoposto a censura la loro corrispondenza, inclusa quella con i loro avvocati. |

### 1997
| 4 luglio    | L'articolo "Fine pena quando?" pubblicato sul Manifesto chiede la concessione dell'indulto ai prigionieri politici ed afferma che in Italia vi sono stati 4.200 condannati per atti terroristici. |  |             | |
| 11 Novembre | Milano, concessa la semilibertà a Mario Moretti, che da due anni è stato ammesso al lavoro esterno al carcere, il beneficio della semilibertà. Questo in quanto pur mancando di sensibilità nei confronti di un dovere morale ... di portare nelle appropriate sedi istituzionali, quali esse siano, il proprio contributo di chiarezza in merito a fatti così dolorosi e tragici di cui il condannato è stato protagonista". Moretti è consapevole del totale fallimento della ideologia e delle azioni della struttura terroristica, anche per essere venuto meno lo sperato coinvolgimento delle masse popolari. Il Collegio ritiene credibili queste ammissioni e questa definitiva rottura del Moretti con il suo passato". |  | 27 dicembre | il presidente della repubblica, Oscar Luigi Scalfaro, concede la grazia a 5 ex brigatisti, Claudio Cerica, Manuele Villimburgo, Carlo Giommi, Paola Maturi, Marinella Ventura ed al pregiudicato Giovanni Di Lellio, estremista di destra. |

### 1998
| Data          | Evento |
| ------------- | --- |
| 14 marzo      | A Roma l'avvocato Gianni Guiso, ricordando il caso Moro, ricorda che "2 brigatisti furono liberati 20 giorni [dopo l'uccisione dello statista]. Perché 20 giorni dopo?".          |
| 5 giugno 1998 | Barbara Fabrizi, Carlo Garavaglia e Stefano Scarabello, brigatisti detenuti, firmano un documento che respinge la proposta di indulto quale mezzo per chiudere gli anni di piombo |

### 1999
| Data      | Evento                                                                  |  |
| --------- | ----------------------------------------------------------------------- |  |
| 20 maggio | Roma: assassinio di Massimo D'Antona ad opera delle Nuove Brigate Rosse |  |

### 2002
| Data     | Evento                                                              |  |
| -------- | ------------------------------------------------------------------- |  |
| 19 marzo | Bologna: Omicidio di Marco Biagi ad opera delle Nuove Brigate Rosse |  |

### 2003
| Data    | Evento |  |
| ------- | --- |  |
| 2 marzo | Dopo uno scontro a fuoco treno interregionale Roma-Firenze, che vide la morte del sovrintendente della PolFer Emanuele Petri sono catturati Mario Galesi e Nadia Desdemona Lioce appartenenti alle Nuove Brigate Rosse |  |

### 2005
| Data     | Evento |  |
| -------- | --- |  |
| 1 marzo  | Con rito abbreviato Laura Proietti e Cinzia Banelli sono condannate rispettivamente alla pena dell'ergastolo e a vent'anni di reclusione per l'omicidio di D'Antona |  |
| 8 luglio | Roma: la Corte d'assise condanna all'ergastolo per Nadia Desdemona Lioce, Roberto Morandi e Marco Mezzasalma per l'omicidio di D'Antona                             |  |

### 2006
| Data         | Evento |  |
| ------------ | --- |  |
| 28 giugno    | la Corte d'assise d'appello conferma gli ergastoli per Lioce, Blefari Melazzi, Mezzasalma, Morandi, riducendo invece 20 anni di carcere per Laura Proietti (vent'anni) e 12 alla pentita Cinzia Banelli |  |
| 28 giugno    | Bologna omicidio D'antona: la Corte appello di Bologna riduce le condanne della sentenza del giudizio di primo grado e condanna Laura Proietti a 20 anni di reclusione con la concessione delle attenuanti generiche per aver ripudiato la lotta armata e Cinzia Banelli a 12 anni di reclusione in virtù della collaborazione fornita agli inquirenti |  |
| 5 luglio     | Bologna Cinzia Banelli, la prima pentita delle nuove Brigate rosse condannata a 15 anni e 4 mesi, per l'omicidio di Marco Biagi dalla corte di appello di Bologna |  |
| 25 settembre | Livorno, caserma Vannucci della Brigata paracadutisti "Folgore": un attentato dinamitardo è rivendicato dal "Partito Comunista Combattente! Per il comunismo Brigate Rosse" |  |

### 2007
| Data      | Evento |
| --------- | --- |
| 28 giugno | La Cassazione, conferma sostanzialmente le condanne comminate in appello ai nuovi brigatisti responsabili dell'omicidio D'Antona |

### 2009
| Data       | Evento |
| ---------- | --- |
| 14 aprile  | Roma: concessi gli arresti domiciliari alla brigatista pentita Cinzia Banelli, condannata 10 anni, cinque mesi e 10 giorni per aver preso parte all'omicidio di Marco Biagi (2002) |
| 11 Giugno  | Milano: La DIGOS arresta 5 militanti comunisti, tra questi Luigi Fallico un brigatista storico già incarcerato negli anni '80 e un ferroviere sessantenne, rappresentante dell'indipendentismo sardo. Un sesto indagato, accusato di detenzione di una vecchia pistola, viene messo agli arresti domiciliari e sospettati di aver preparato un attentato per il G8 originariamente previsto all'isola della Maddalena con modellini radiocomandati. |
| 13 giugno  | Milano: in corte di assise si conclude il processo contro i militanti delle Nuove Brigate Rosse con 14 condanne e 3 assoluzioni |
| 1 novembre | Carcere di Rebibbia: muore suicida la neobrigatista Diana Blefari Melazzi, condannata all'ergastolo per l'omicidio Biagi, impiccandosi con lenzuola tagliate attorno al collo |

### 2010
| Data       | Evento |
| ---------- | --- |
| 18 gennaio | Milano: sono arrestati Costantino Virgilio e Manolo Morlacchi, ritenuti appartenenti all'organizzazione "Per il comunismo Brigate Rosse", Manolo è figlio di Pietro Morlacchi, considerato uno dei primi fondatori delle Brigate Rosse nel 1970, tra i materiali sequestrati in conseguenza dell'arresto anche un manuale redatto per un utilizzo sicuro degli strumenti informatici |

### 2011
| Data        | Evento |
| ----------- | --- |
| 23 maggio   | Carcere Mammagialla di Viterbo: Muore per trauma cardiaco il detenuto brigatista Luigi Fallico, per questa morte, successiva ad un malore di fallico i due medici del carcere sono indagati mancata assitenza Ex br Luigi Fallico morto in cella, annullata condanna di uno dei medici di Mammagialla, in tuscia web, 20 novembre 2021.                             |
| 21 Novembre | Roma: la corte di assise emette le sentenze per i militanti del "Per il comunismo Brigate Rosse" arrestati nel giugno 2010. sono assolti Bruno Bellomonte (indipendentista sardo), Manolo Morlacchi e Costantino Virgilio, sono condannati Riccardo Porcile, Gianfranco Zoja e Bernardino Vincenzi rispettivamente a 7 anni e mezzo, 8 anni e mezzo, 4 anni e mezzo |

### 2019
| Data       | Evento |
| ---------- | --- |
| 14 gennaio | È estradato in Italia dalla Bolivia il latitante Cesare Battisti, ricercato dal 1981 |
| Marzo      | Viterbo: il tribunale condanna per omicidio colposo di Luigi Fallico, i due medici del carcere, a pochi mesi, con la sospensione condizionale della pena, e al pagamento di un risarcimento danni in favore delle parti civili |
| 14 gennaio | Roma secondo il Crst, (Centro di ricerca sicurezza e terrorismo) una cinquantina di persone ricercate sono ancora latitanti per i fatti avvenuti durante gli anni di piombo, tra questi vi sono esponenti delle Brigate Rosse, Prima Linea, Potere Operaio, Lotta Continua, Autonomia Operaia, Ordine Nuovo, Ncc. Una trentina di loro sono in Francia (grazie alla cosiddetta "dottrina Mitterand"), gran parte dei rimanenti sono suddivisi tra Nicaragua, Brasile, Argentina, Cuba, Libia, Angola, Algeria. |

### 2021
| Data        | Evento |
| ----------- | --- |
| 28 aprile   | Sono arrestati in Francia 7 ricercati per terrorismo, tra cui Giorgio Pietrostefani, che avevano rifugio Francia, grazie alla Dottrina Mitterrand, dopo una battaglia giudiziaria saranno rimessi in libertà. |
| 20 novembre | La corte di Cassazione dichiara prescritto il reato per le cause della morte di Luigi Fallico |

### 2025
| Data        | Evento |
| ----------- | --- |
| 25 febbraio | Ad Alessandria inizia un processo a Renato Curcio e Mario Moretti, e Lauro Azzolini (Brigate Rosse), per l'uccisione del carabiniere Giovanni D'Alfonso avvenuto durante lo scontro a fuoco per la liberazione dell'industriale Vittorio Vallarino Gancia. |